# Terza guerra d'indipendenza italiana
La terza guerra d'indipendenza italiana fu un episodio del Risorgimento. Fu combattuta dal Regno d'Italia contro l'Impero austriaco dal 20 giugno 1866 al 12 agosto 1866. Appartiene alla più ampia guerra austro-prussiana, della quale rappresentò il fronte meridionale. Ebbe origine dalla necessità dell'Italia di affiancare la Prussia nel tentativo comune di eliminare l'influenza dell'Austria sulle rispettive nazioni.
Dopo l'attacco della Prussia all'Austria del 15 giugno 1866, così come previsto dal trattato di alleanza italo-prussiana dell'aprile 1866, l'Italia dichiarò guerra all'Austria. Passato il confine, però, la parte dell'esercito comandata da Alfonso La Marmora fu battuta a Custoza. A questa sconfitta seguì l'insuccesso della marina italiana nella battaglia di Lissa. Esito positivo per gli italiani ebbero invece l'avanzata di Giuseppe Garibaldi nel Trentino, culminata nella battaglia di Bezzecca, quella di Giacomo Medici in Valsugana e quella di Enrico Cialdini in Veneto.
Grazie agli accordi presi in precedenza e alla vittoria della Prussia sul fronte settentrionale, nonché all'intervento diplomatico della Francia, al termine della guerra l'Austria cedette formalmente alla Francia il Veneto (oltre a Mantova e a parte del Friuli), che fu girato all'Italia. Tale cessione fu poi confermata da un plebiscito.
L'Italia non annesse invece i territori conquistati nel Tirolo meridionale da Garibaldi, al quale, per porre fine alle ostilità e dare seguito agli accordi, re Vittorio Emanuele II chiese di cessare le operazioni militari. Garibaldi rispose con il celebre "Obbedisco". La terza guerra di indipendenza, che si concluse con l'armistizio di Cormons, fu il primo conflitto nel quale fu coinvolto il Regno d'Italia.

## Dall'unità d'Italia alla guerra del 1866
Quando il 17 marzo 1861, a seguito dell'impresa dei Mille, il re di Sardegna Vittorio Emanuele II di Savoia divenne re d'Italia, il processo di unificazione nazionale non poteva considerarsi definitivo. Da un lato, infatti, il Veneto, il Trentino e Trieste appartenevano ancora all'Austria e dall'altro Roma era nelle mani di papa Pio IX.

### La “Questione romana”
Il primo ministro Cavour morì il 6 giugno 1861 e il Re diede l'incarico di formare il nuovo governo a Bettino Ricasoli. Costui privilegiò la “Questione romana” a quella veneta, poiché riteneva che fosse dalla capitale pontificia che il brigantaggio antiunitario traeva maggiore forza e alimento.
Conscio che l'imperatore Napoleone III di Francia, protettore dello Stato Pontificio, non avrebbe ceduto sulla “Questione romana”, re Vittorio Emanuele II preferì dare la precedenza al problema di Venezia e riuscì ben presto a sbarazzarsi di Ricasoli, che fu sostituito con Urbano Rattazzi il 3 marzo 1862. Questa circostanza portò Giuseppe Mazzini e Giuseppe Garibaldi a sperare in una imminente azione contro l'Austria e a raccogliere volontari alla frontiera del Tirolo. Il governo, per mantenere l'ordine pubblico ed evitare premature ripercussioni internazionali, intervenne e fece arrestare i garibaldini.
L'attenzione, allora, si concentrò nuovamente su Roma. Nel 1862, infatti, Garibaldi sbarcò in Sicilia e a luglio, arringando la folla a Palermo, attaccò violentemente Napoleone III definendolo «un ladro, un rapace, un usurpatore», per terminare con «Va' fuori, Napoleone, va' fuori! Roma è nostra!». Il governo prese le distanze dalle invettive di Garibaldi e, quando quest'ultimo sbarcò con un contingente in Calabria per risalire la penisola fino a Roma, inviò il generale Enrico Cialdini con l'ordine di catturarlo. Il 29 agosto le truppe garibaldine si scontrarono con le truppe regolari sull'Aspromonte e Garibaldi, ferito ad una gamba, fu arrestato.
La “Questione romana” fu di nuovo affrontata solo dal 21 giugno 1864, quando Napoleone III, desideroso di avvicinarsi all'Italia durante la crisi tra Prussia e Austria per i ducati danesi, propose lo sgombero delle proprie truppe da Roma. La condizione era che la capitale del Regno fosse spostata da Torino in un'altra città, il tutto regolato in un trattato internazionale affinché gli italiani rinunciassero definitivamente a Roma. Il presidente del Consiglio Marco Minghetti, valutando positivamente lo sgombero dei francesi, accettò la proposta e riuscì anche a convincere il Re.
La cosiddetta convenzione di settembre tra l'Italia e Francia fu firmata a Parigi il 15 settembre 1864. Con essa Napoleone III sgombrava Roma dalle sue truppe e gli italiani si impegnavano a rispettare l'integrità territoriale dello Stato Pontificio. Un articolo stabiliva il trasferimento della capitale del Regno da Torino a città da stabilirsi. Torino insorse e il governo Minghetti cadde, ma i patti furono mantenuti, almeno per il momento, e la capitale fu trasferita a Firenze.
Ristabilita la fiducia nei rapporti con la Francia, si poteva ora affrontare la questione del Veneto.

### L'alleanza italo-prussiana

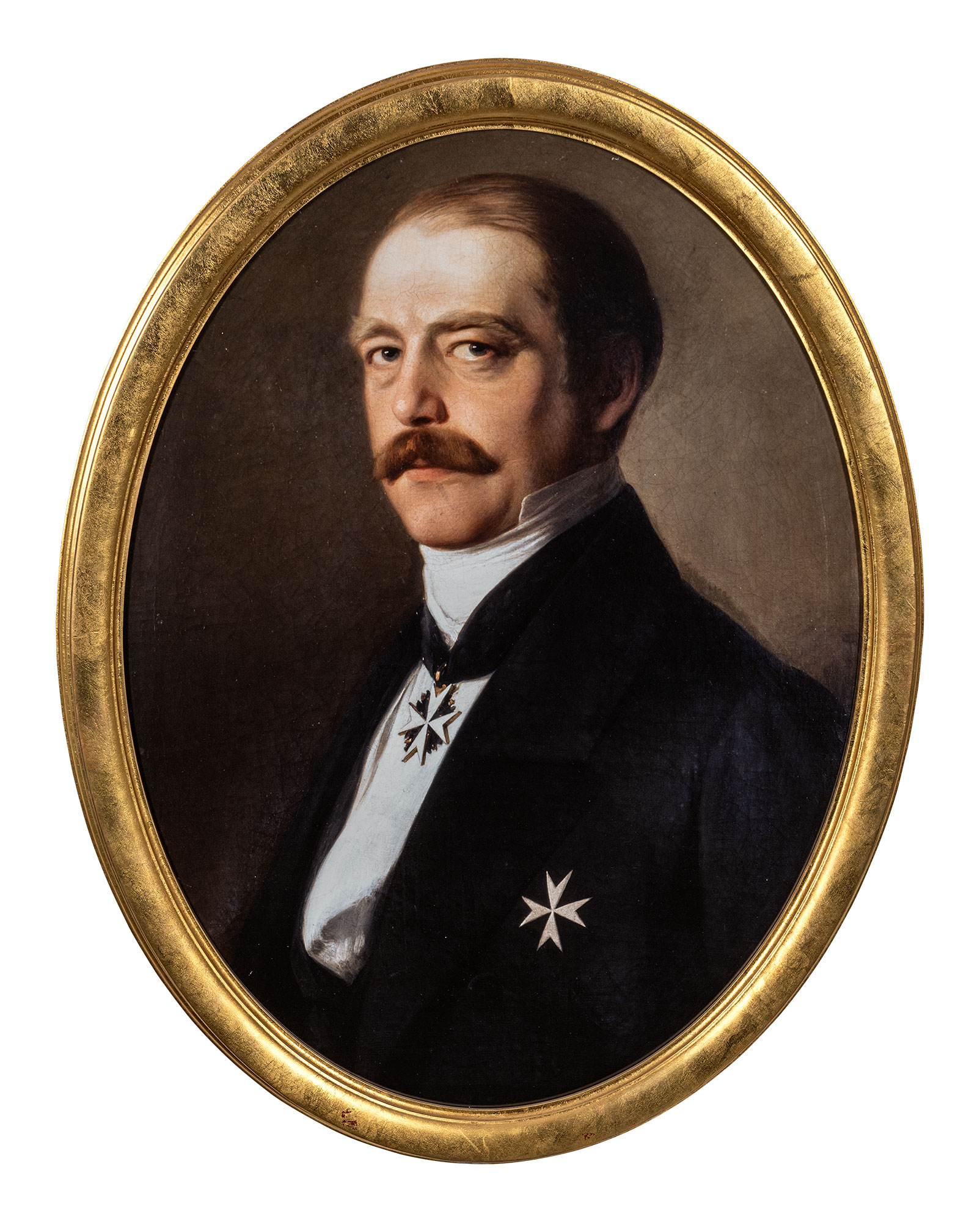
Il primo ministro prussiano Otto von Bismarck chiese al governo italiano di valutare la possibilità di una guerra comune contro l'Austria

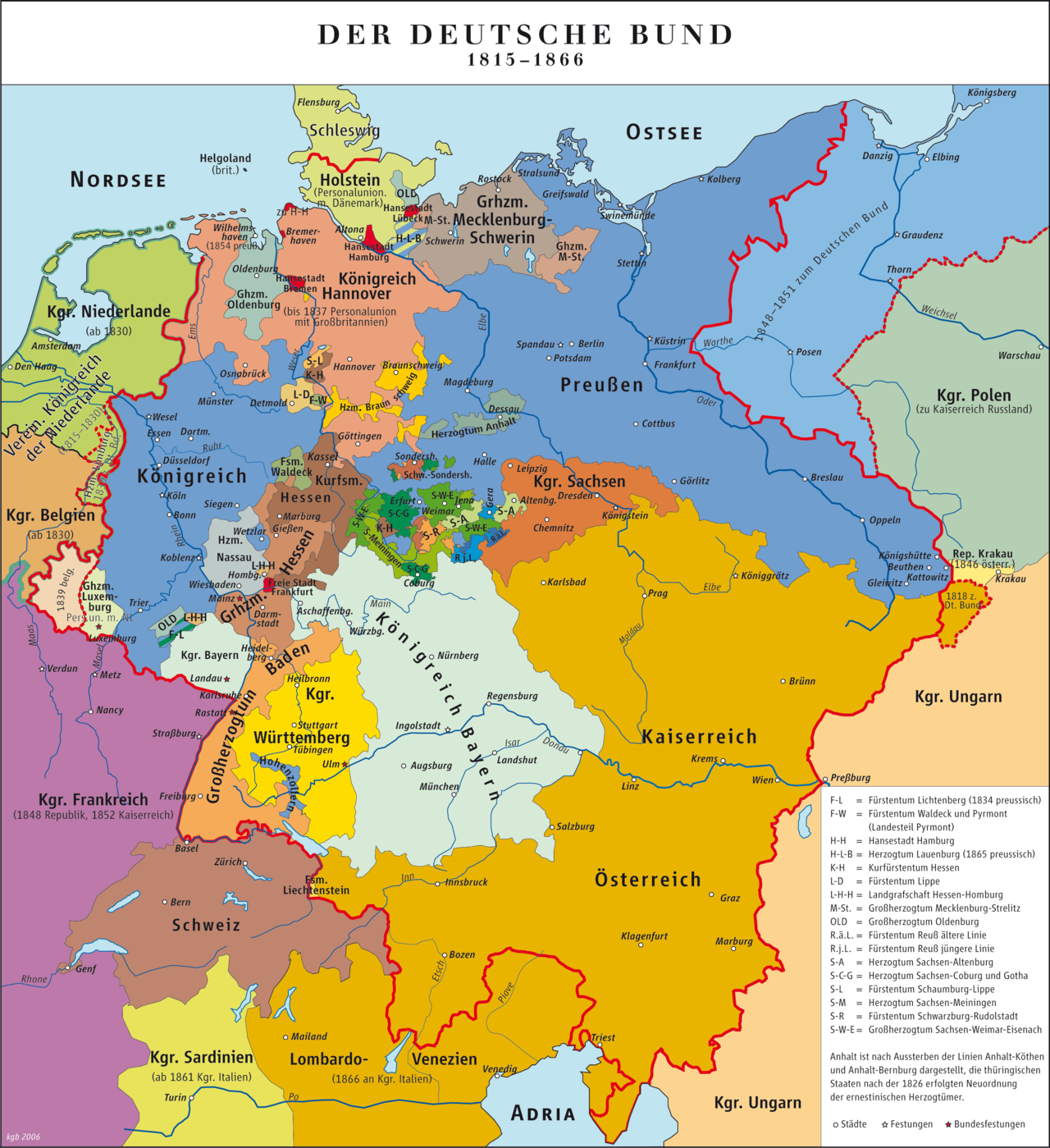
La Confederazione germanica a guida austriaca (confine rosso) e la Prussia (in blu)

L'Italia prima della terza guerra di Indipendenza: in azzurro il Regno d'Italia, in viola lo Stato Pontificio, in verde il Veneto austriaco, in blu le regioni passate alla Francia nel 1860.

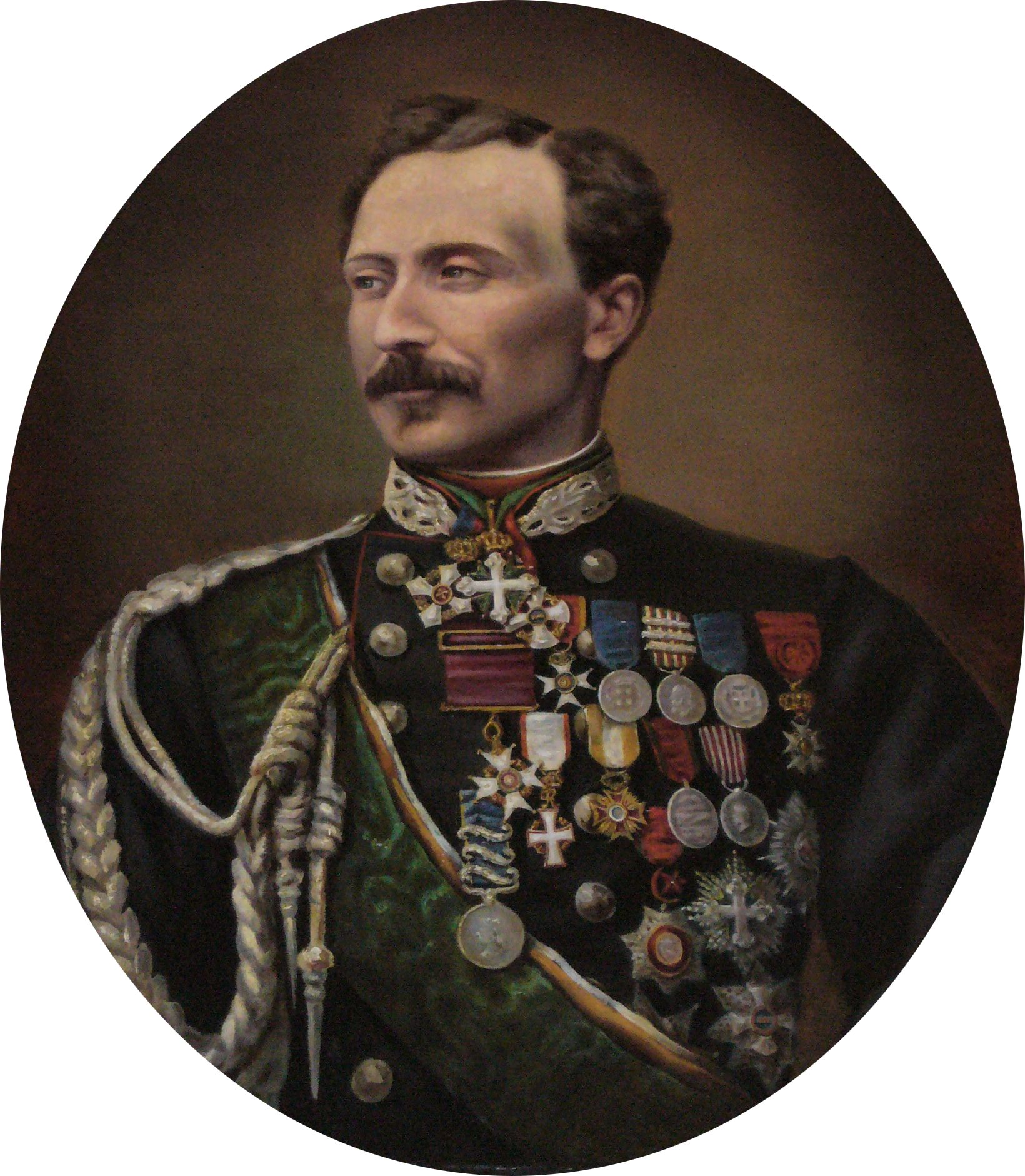
Il generale italiano Giuseppe Govone partecipò alle trattative per l'alleanza; sarà poi uno dei protagonisti della battaglia di Custoza

Nello stesso periodo, il primo ministro prussiano Otto von Bismarck aveva deciso di muovere guerra all'Austria per ottenere la supremazia in Germania. Bismarck alla fine del luglio 1865 incaricò il suo ambasciatore a Firenze, Karl von Usedom (1805-1884), di chiedere al capo del governo italiano Alfonso La Marmora che comportamento avrebbe avuto l'Italia nel caso di una guerra fra la Prussia e l'Austria. La Marmora volle sondare l'atteggiamento della Francia, che si dichiarò neutrale nell'eventuale conflitto.
In attesa della risposta italiana, Bismarck, potendo contare sull'atteggiamento benevolo della Russia e sul disinteresse della Gran Bretagna, incontrò Napoleone III a Biarritz fra il 4 e l'11 ottobre 1865. In quella occasione l'imperatore francese confermò che, in caso di crisi, non avrebbe concluso accordi con l'Austria. Alla fine di febbraio del 1866 il governo prussiano chiese a quello italiano uno scambio di alti ufficiali per trattare questioni militari. Per l'Italia fu incaricato della missione il generale Giuseppe Govone, che arrivò a Berlino il 10 marzo.
Bismarck propose allora un accordo d'alleanza e la Francia lo appoggiò. Quest'ultima assicurò inoltre l'Italia che, se l'Austria l'avesse attaccata, sarebbe intervenuta in suo soccorso. Ciò convinse gli italiani a mettere da parte le riserve e l'8 aprile 1866 venne firmato a Berlino il trattato di alleanza. L'accordo prevedeva sostanzialmente che, se la Prussia avesse attaccato l'Austria, altrettanto avrebbe fatto l'Italia e che non si sarebbe potuto rifiutare l'armistizio se l'Austria avesse offerto il Veneto all'Italia.
L'unico evento di rilievo accaduto fra la firma dell'alleanza e l'inizio delle ostilità contro l'Austria fu la notizia dei primi di maggio che il governo austriaco aveva proposto a Napoleone III la cessione del Veneto in cambio della neutralità francese e italiana. La regione sarebbe stata ceduta alla Francia (l'Austria si rifiutava di avere rapporti diplomatici con l'Italia), che l'avrebbe poi girata all'Italia. La Marmora rifiutò la proposta, soprattutto per lealtà con la Prussia, ma anche perché Vienna legava la cessione del Veneto alla sua conquista della Slesia, circostanza che appariva improbabile.
Il 1º giugno 1866, violando la convenzione di Gastein (che regolava la questione dei ducati danesi con la Prussia), l'Austria demandò alla Confederazione germanica, che controllava, la decisione sui ducati. Il cancelliere prussiano Bismarck ordinò allora l'occupazione militare del ducato dell'Holstein. Il 14, a sua volta, l'Austria, su richiesta della Dieta federale, mobilitò l'esercito della Confederazione. La Prussia uscì dalla Confederazione e il 15 invase la Sassonia. Era la guerra. Nel rispetto dell'alleanza italo-prussiana, l'Italia dichiarò guerra all'Austria il 20 giugno 1866; il 23 sarebbero iniziate le ostilità.

## Le forze in campo

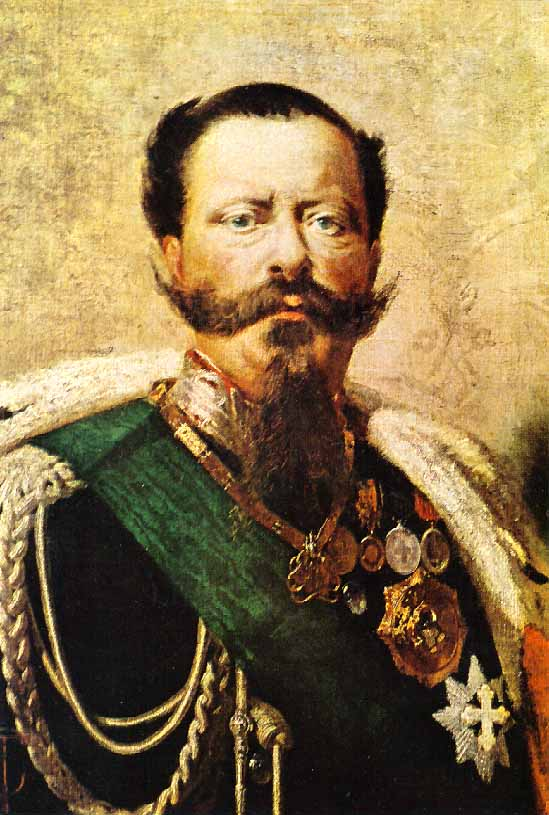
Il re d'Italia Vittorio Emanuele II privilegiò la questione del Veneto rispetto a quella di Roma.

Il fronte meridionale della guerra austro-prussiana prese il nome di terza guerra di indipendenza perché seguì la guerra règia del Regno di Sardegna contro l'Austria del 1848-1849 (prima guerra di indipendenza) e il conflitto del Regno di Sardegna e della Francia contro l'Austria del 1859 (seconda guerra di indipendenza).

### Il Regio Esercito italiano
Con l'ampliamento dei confini del Regno di Sardegna e la proclamazione del Regno d'Italia le vecchie 5 divisioni piemontesi divennero le 20 italiane, appoggiate da circa 40000 uomini del Corpo Volontari Italiani guidati da Giuseppe Garibaldi. Gli squadroni di cavalleria da 36 passarono a 100 e furono adeguatamente sviluppati il Genio e i servizi. Rimasero tuttavia alcune mancanze del vecchio esercito, fra cui l'artiglieria poco numerosa. Soprattutto una deficienza parve grave: quella dei quadri intermedi. Nelle 3 nuove divisioni lombarde pochissimi ufficiali austriaci passarono all'esercito italiano, per cui si provvide promuovendo sottufficiali o immettendo in esse volontari. Lo stesso si verificava nelle schiere provenienti dalle vecchie legazioni pontificie; mentre un altro problema scaturiva dalla eterogeneità: si andava dagli ufficiali provenienti dall'ex esercito borbonico a quelli provenienti dalle file garibaldine. Quanto alla organizzazione dello stato maggiore, essa era rimasta allo stato embrionale e anche l'addestramento delle truppe risultava carente.
Le 20 divisioni italiane erano riunite in 4 corpi d'armata. 3 corpi di 4 divisioni ciascuno lungo il fiume Mincio e un grosso corpo d'armata di 8 divisioni in Romagna, lungo il tratto finale del fiume Po. Si trattava di una forza che oscillava dai 190000 a 200000 combattenti di fanteria, 10500 cavalleggeri e 462 cannoni; alla quale bisognava aggiungere 38000 volontari garibaldini. Una forza notevole, quindi, ma in una posizione strategicamente inferiore rispetto a quella degli austriaci che possedevano le fortezze del Quadrilatero dalla parte del Mincio e una zona protetta dal Po, canali, paludi e dall'Adige dalla parte di Ferrara.

### L'esercito austriaco nel Veneto

Soldati austriaci nel forte veronese di Cà Bellina in una foto del 1866.

Il teatro della terza guerra di indipendenza

Da parte austriaca si era cercato di sanare le mancanze emerse nella seconda guerra di indipendenza. L'artiglieria era stata resa più mobile e la cavalleria più preparata al servizio di esplorazione. Grandi cure erano state dedicate ai servizi e l'addestramento della fanteria riveduto.
Dei 10 corpi d'armata dell'Impero austriaco, 3 si trovavano sul teatro di guerra meridionale. A queste forze bisognava aggiungere quelle dei presidi delle fortezze del Quadrilatero e le forze della difesa del Tirolo, in parte volontarie. Cosicché le forze austriache che il fronte meridionale del conflitto vincolava ammontavano a 190000 uomini, anche se in campo l'Austria poneva solo 61000 combattenti, con 152 cannoni e 3000 cavalleggeri, a cui si dovevano aggiungere 11000 uomini della divisione di riserva creata all'ultimo momento attingendo dai presidii delle fortezze. Comandante dell'armata in Italia era l'arciduca Alberto d'Asburgo-Teschen.

### I piani e la composizione dei corpi d'armata
La Prussia voleva colpire al cuore l'avversario trascurando le operazioni secondarie e puntare da nord sul Danubio e Vienna. Analogamente chiese all'esercito italiano di avanzare risolutamente e giungere con il grosso delle forze a Padova. Da qui le divisioni avrebbero proseguito verso l'Isonzo, appoggiate dalla flotta e sostenute sul fianco destro dell'avanzata da una spedizione di Garibaldi in Dalmazia e dall'insurrezione ungherese che sarebbe stato opportuno provocare.
La proposta prussiana si scontrò, oltre che con le carenze della flotta italiana, soprattutto con la mancanza di unità di comando dell'esercito. Comandante supremo era re Vittorio Emanuele II e suo capo di stato maggiore Alfonso La Marmora (che aveva lasciato la carica di presidente del Consiglio a Bettino Ricasoli), ma l'esercito era diviso in due masse: per agire dal Mincio e dal basso Po. Fautore dell'azione dal Po era il generale Enrico Cialdini, che esigeva la massima autonomia e al quale fu affidata l'impresa di attaccare gli austriaci da sud con le 8 divisioni presso Ferrara. Mentre La Marmora, sostenitore dell'azione dal Mincio, comandava, di fatto, solo le altre 12 divisioni.

#### Le unità italiane

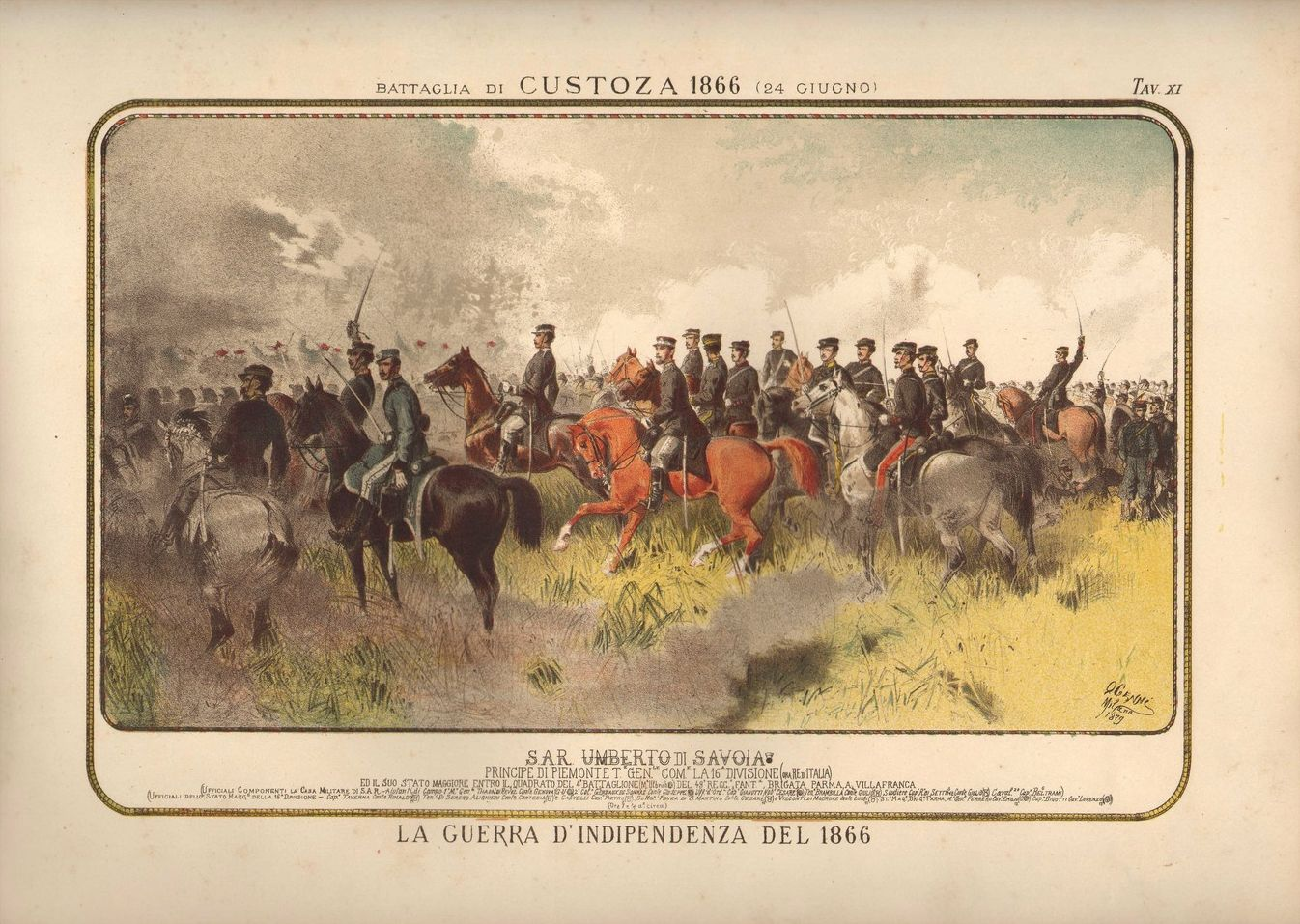
Il principe ereditario Umberto di Savoia (al centro) come il fratello Amedeo fu ferito a Custoza. Qui è con il suo quartier generale durante la battaglia.

La composizione delle forze italiane era quindi la seguente. Alfonso La Marmora sul Mincio dirigeva:
- Il 1º Corpo d'armata, al comando di Giovanni Durando e formato dalla 1ª Divisione di Enrico Cerale, dalla 2ª Divisione di Giuseppe Salvatore Pianell (ex generale borbonico), dalla 3ª Divisione di Filippo Brignone, dalla 5ª Divisione di Giuseppe Sirtori (ex garibaldino) e dalla 1ª Brigata di cavalleria di Alibardi Ghilini;
- Il 2º Corpo d'armata, al comando di Domenico Cucchiari (toscano) e formato dalla 4ª Divisione di Alessandro Nunziante (ex borbonico), dalla 6ª Divisione di Enrico Cosenz (ex borbonico ed ex garibaldino), dalla 10ª Divisione di Diego Angioletti (toscano), dalla 19ª Divisione di Longoni e da una brigata di cavalleria;
- Il 3º Corpo d'armata, al comando di Enrico Morozzo Della Rocca e formato dalla 7ª Divisione di Nino Bixio (ex garibaldino), dalla 8ª Divisione di Efisio Cugia, dalla 9ª Divisione di Giuseppe Govone, dalla 16ª Divisione di Umberto di Savoia (principe ereditario) e da una brigata di cavalleria[20].

Enrico Cialdini, sul basso Po, comandava invece Il 4º Corpo d'armata, formato dalla 11ª Divisione di Alessandro Avogadro di Casanova, dalla 12ª Divisione di Cesare Francesco Ricotti-Magnani, dalla 13ª Divisione di Luigi Mezzacapo (ex borbonico), dalla 14ª Divisione di Emanuele Chiabrera Castelli, dalla 15ª Divisione di Giacomo Medici (ex garibaldino), dalla 17ª Divisione di Raffaele Cadorna, dalla 18ª Divisione di Della Chiesa, dalla 20ª Divisione di Paolo Franzini Tibaldeo, dalla Divisione di cavalleria di Maurizio Gerbaix de Sonnaz, da due brigate di cavalleria, da una brigata di artiglieria a cavallo e da altre unità minori.
Il Corpo Volontari Italiani formato da 40000 uomini, prettamente volontari supportati dall'artiglieria, genio, trasmissioni, marinai della Flottiglia del Garda e Carabinieri Reali del Regio esercito, al comando di Giuseppe Garibaldi con il quartier generale dapprima a Brescia poi a Salò, operante sul confine tra la Lombardia, il Trentino e il Veneto, dalla Valtellina, Valle del Chiese, Val Vestino fino al Lago di Garda a Desenzano del Garda, con l'obiettivo di penetrare nella Valle dell'Adige attraverso la direttrice delle Giudicarie, alle spalle delle forze austriache impegnate nella pianura, e attaccare poi la fortezza di Trento.

#### Le unità austriache
Le unità da campo dell'arciduca Alberto erano le seguenti:
- 5º Corpo d'armata, comandato da Gabriel Joseph Freiherr von Rodich (1812-1890) con 3 brigate;
- 7º Corpo d'armata, comandato da Joseph Freiherr von Maroičić di Madonna del Monte (1812-1882) con 3 brigate;
- 9º Corpo d'armata, comandato da Ernst Ritter von Hartung (1808-1879) con 3 brigate;
- Divisione di fanteria di riserva, comandata da Rupprecht con 2 brigate;
- Riserva di cavalleria con 2 brigate;
- Corpo del Tirolo, con l'8ª Divisione[24], comandato da Franz Kuhn von Kuhnenfeld[25][26].

## L'incontro di Bologna fra La Marmora e Cialdini
La dichiarazione di guerra da parte italiana, riportata sulla Gazzetta Ufficiale il 20 giugno 1866.

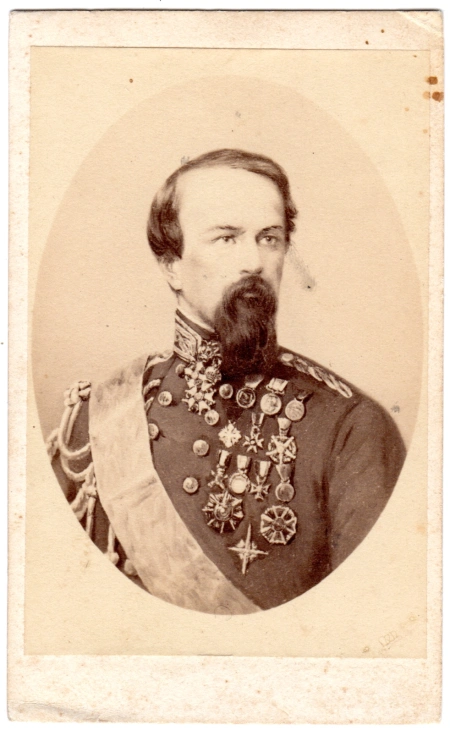
Il generale Enrico Cialdini aveva ottenuto, per la sua armata sul basso Po, la completa autonomia.

Comando in capo dell'Esercito Italiano - Dal quartier generale di Cremona, 20 giugno 1866
L'Impero Austriaco ha più d'ogni altro contribuito a tenere divisa ed oppressa l'Italia, e fu cagione principale degli incalcolabili danni materiali e morali che da molti secoli ha dovuto patire. Oggi ancora che ventidue milioni di Italiani si sono costituiti in Nazione, l'Austria, sola fra i Grandi Stati del mondo civile, si rifiuta a riconoscerla. Tenendo tuttora schiava una delle più nobili nostre provincie, trasformatala in un vasto campo trincerato, di là minaccia la nostra esistenza, e rende impossibile il nostro svolgimento politico interno ed esterno. Vani riuscirono in questi ultimi anni i tentativi e i consigli di Potenze amiche per rimediare a questa incompatibile condizione di cose. Era quindi inevitabile che l'Italia e l'Austria si trovassero a fronte al primo manifestarsi di qualche complicazione europea.
La recente iniziativa dell'Austria ad armare e la ripulsa che oppose alle pacifiche proposte di tre grandi Potenze, mentre fecero palese al mondo quanto fossero ostili i suoi disegni, commossero l'Italia da un capo all'altro.
Ond'è che S. M. il Re, custode geloso dei diritti del suo popolo e difensore dell'integrità nazionale, si sente in dovere di dichiarare la guerra all'Impero Austriaco.
D'ordine quindi del prelato Augusto mio Sovrano, significo a V. A. I., qual comandante le troppe austriache nel Veneto, che le ostilità avranno principio dopo tre giorni dalla data della presente; a meno che V. A. I., non volesse aderire a questa dilazione, nel qual caso la pregherei di volermelo significare.
Il 16 giugno 1866 la Prussia aprì le ostilità contro la Sassonia, l'Hannover e l'Elettorato d'Assia che si erano schierati con l'Austria. Gli italiani, invece, rimasero in attesa fino al 23. Il giorno dopo l'entrata in guerra della Prussia, Alfonso La Marmora lasciò la capitale Firenze per recarsi a Cremona quale capo di stato maggiore, ma si fermò a Bologna per incontrare il generale Cialdini. Le conclusioni del colloquio non sono note. Entrambi probabilmente furono d'accordo che, dato il terreno, l'ipotesi di un sincronismo delle due armate fosse da scartare. Di conseguenza, una delle due avrebbe fatto un'azione dimostrativa e l'altra un'azione risolutiva.
I due generali non si chiarirono: Cialdini ritenne accolta la sua proposta di limitare l'azione di La Marmora sul Mincio a una dimostrazione, per poi attaccare lui risolutamente gli austriaci. La Marmora, probabilmente, ritenne invece che l'azione sul Mincio avrebbe avuto carattere autonomo e risolutivo.
Fatto sta che in una lettera privata del 19 giugno 1866 al ministro della Guerra Ignazio Pettinengo, La Marmora scrisse che il «progetto Cialdini» sarebbe riuscito. Così come il 21 giugno Cialdini da Bologna telegrafò di aver bisogno per passare il Po di una «seria dimostrazione»; il che vuol dire che riservava a sé l'azione principale. La Marmora rispose che avrebbe agito energicamente per attrarre su di sé il nemico, senza parlare però di “dimostrazione”, e ciò significa che non si adattava a fare la parte secondaria. Cialdini annunciò pure che non avrebbe potuto iniziare il passaggio del Po che nella notte tra il 25 e il 26 giugno chiedendo che la vigorosa azione dimostrativa avesse luogo il 24. Solo il 23, quindi, l'armata del Mincio di La Marmora si mise in moto e iniziò a passare il fiume a Valeggio e Goito.

## Le truppe di La Marmora passano il Mincio

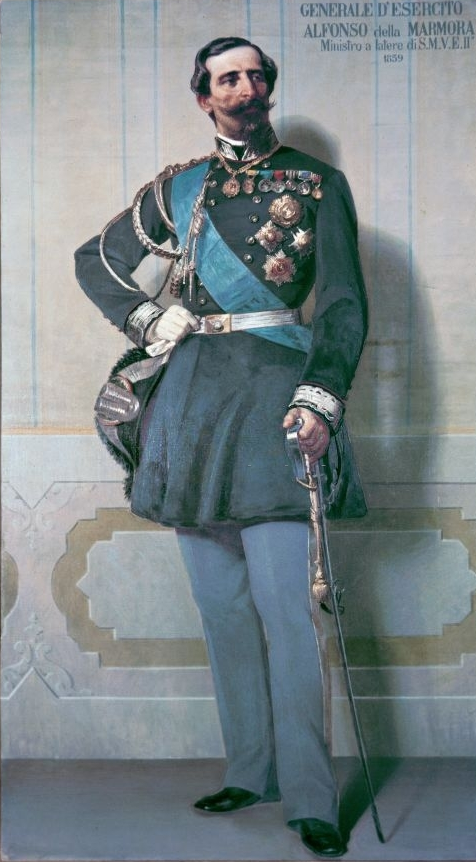
Alfonso La Marmora era formalmente il comandante dell'esercito italiano.

Dopo la dichiarazione di guerra dell'Italia all'Austria del 20 giugno 1866, l'arciduca Alberto, temendo che gli italiani puntassero al medio corso dell'Adige da ovest, dispose per il 24 che tutta l'armata si portasse, dall'area di Verona e di Peschiera, a ovest e sud per occupare la zona collinare morenica che inizia da Sommacampagna per estendersi a occidente verso il Mincio. Da lì l'armata avrebbe dovuto attaccare il nemico sul fianco sinistro.
Da parte italiana si erano avute notizie di movimenti da Verona, ma esse non erano state trasmesse al comando supremo. Tutti erano persuasi, quindi, che gli austriaci si tenessero sulla difensiva, dietro l'Adige. Per il 24 giugno La Marmora dispose per il 1º Corpo di Durando che la 2ª Divisione (Pianell) rimanesse dietro il Mincio a sorvegliare Peschiera, e le altre 3 avanzassero oltre il fiume: la 1ª Divisione (Cerale) a circuire Peschiera dalla riva sinistra del Mincio, e le altre due a conquistare la zona collinare (obiettivo anche degli austriaci) e avvicinarsi a Verona. Al centro il 3º Corpo di Della Rocca avrebbe occupato sia l'orlo collinare orientale (da Sommacampagna a Custoza), sia la sottostante piana di Villafranca. Infine, all'ala destra dell'armata di La Marmora, il 2º Corpo di Cucchiari, doveva passare il Mincio con 2 divisioni in modo da aggirare Mantova da nord e con altre 2 divisioni dispiegarsi da Curtatone a Borgoforte sul Po, 13 km a sud di Mantova. Complessivamente lo schieramento italiano si presentava piuttosto discontinuo, troppo esteso e con scarse riserve.
Delle 12 divisioni di La Marmora solo 6 si vennero a trovare di fronte al nemico che, compatto e meglio diretto, avanzava verso di loro: 50000 soldati italiani contro 70000 dell'arciduca Alberto.

## La battaglia di Custoza

### L'incontro dei due eserciti (ore 6,00-10,30)

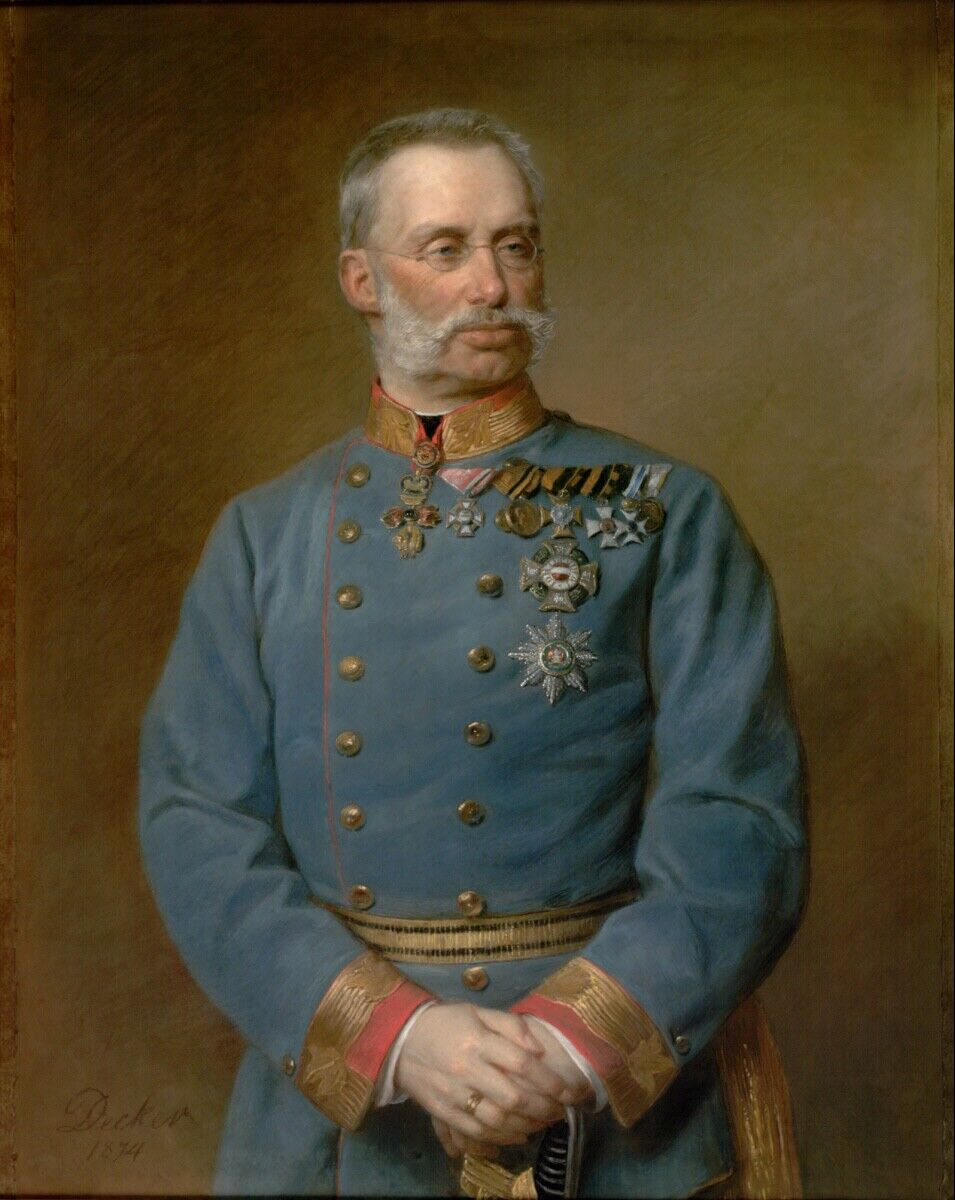
L'arciduca austriaco Alberto concentrò le sue forze su una parte dell'armata di La Marmora battendola a Custoza.

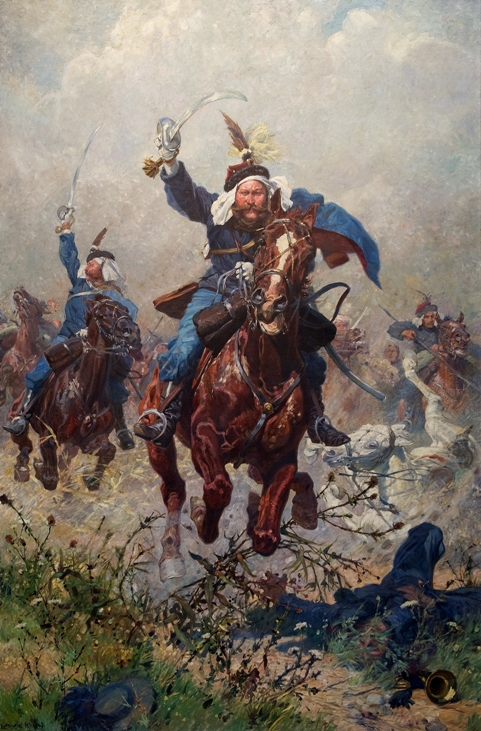
Ulani austriaci caricano nella pianura ad est di Custoza.

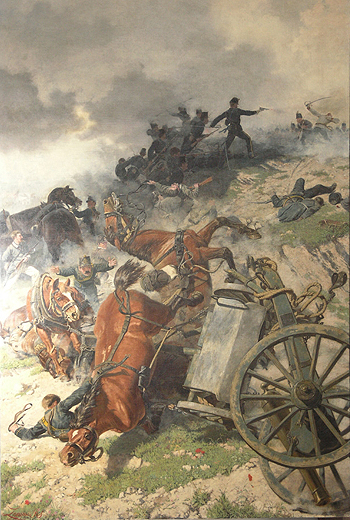
Il capitano Roberto Perrone di San Martino difende i suoi cannoni al Belvedere (a nord di Custoza). Riceverà la medaglia d'oro al valor militare.

Il 24 giugno 1866, sotto Peschiera l'avanguardia della 5ª Divisione (Sirtori) del 1º Corpo d'armata incontrò poco dopo le 6 elementi avversari e continuò ad avanzare fino a Oliosi (oggi frazione di Castelnuovo del Garda) dove si accese un aspro combattimento. Intervenne la 1ª Divisione (Cerale) che respinse gli austriaci e avanzò oltre Oliosi. Ma gli austriaci contrattaccarono con forze sempre più numerose. Da parte italiana morì il generale Onorato Rey di Vallerey, comandante della Brigata “Pisa” della 1ª Divisione, e lo stesso Cerale rimase gravemente ferito. Dopo 4 ore di combattimenti la 1ª Divisione era in rotta, ma il comandante del 1º Corpo, Durando, impiegando le sue riserve fece occupare la collina del Monte Vento (un'altura a ovest separata dal complesso morenico) bloccando l'avanzata austriaca. Alle 6,30 La 5ª Divisione nella sua avanzata verso Santa Lucia del Tione (fra Oliosi a nord e Custoza a sud) respinse il nemico continuando ad avanzare. Ma anche qui gli austriaci si fecero sempre più numerosi e si susseguirono attacchi e contrattacchi: le due divisioni italiane, che combattevano separate, disponevano complessivamente di 16000 uomini e 24 cannoni, contro i 32000 uomini e i 64 pezzi del 5º Corpo e della divisione di riserva austriaci.
Al centro dello schieramento italiano, intanto, erano avanzate in pianura la 7ª Divisione (Bixio) e la 16ª (Umberto di Savoia) del 3º Corpo d'armata. Entrambe fra le 6,30 e le 7 si erano spinte fuori Villafranca dove erano state attaccate da una brigata di cavalleria austriaca che alle 9,30 veniva definitivamente respinta subendo gravi perdite. Alla loro sinistra la 3ª Divisione (Brignone) del 1º Corpo veniva deviata da La Marmora e occupava le colline di Monte Torre e Monte Croce (a nord-est di Custoza): verso le 9 subiva un violento attacco del 9º Corpo austriaco che veniva respinto con gravi perdite. Iniziò allora una serie di attacchi e contrattacchi durante i quali fu ferito all'addome Amedeo di Savoia (terzogenito di Vittorio Emanuele II) comandante della Brigata “Granatieri di Lombardia” della 3ª Divisione. Anche qui, nella parte orientale della zona collinare, le forze austriache aumentarono e dopo 2 ore di lotta accanita, la divisione di Brignone venne sopraffatta. Dopo il successo, gli austriaci però ripiegarono lasciando 2 soli battaglioni a Monte Torre e a Monte Croce; e allora elementi della 8ª Divisione (Cugia), appena sopraggiunti, riconquistarono verso le 10,30 le due colline. A quest'ora la battaglia ebbe una sosta: a nord (ala sinistra dello schieramento italiano) gli austriaci erano stati fermati davanti a Monte Vento e al ciglione di Santa Lucia sul Tione, e al centro le posizioni a nord-est di Custoza erano state riconquistate.

### La lotta per le colline moreniche (ore 11-21,30)

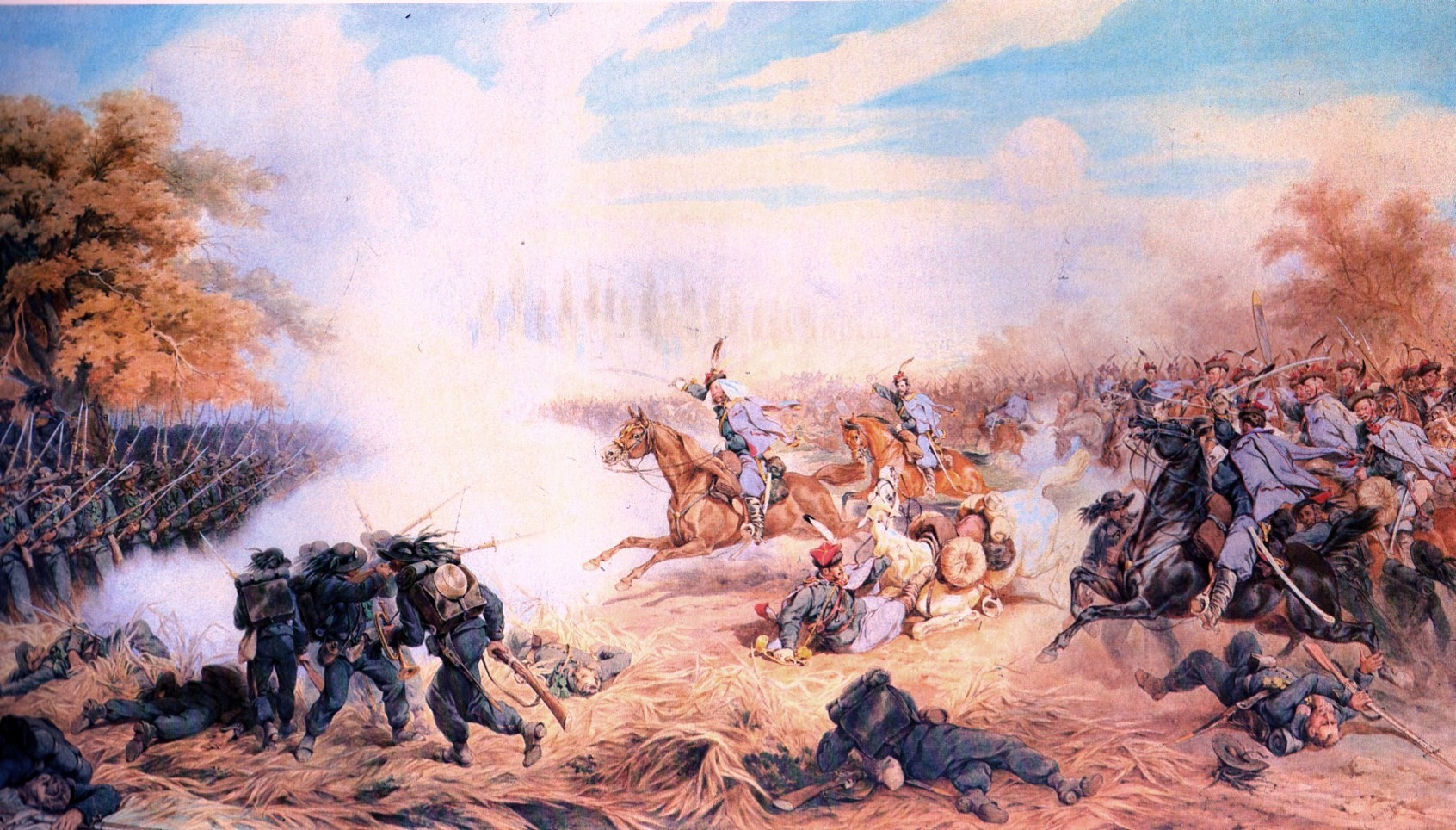
Il 13º Reggimento Ulani carica a Villafranca i bersaglieri del 3º Corpo italiano. Sarà respinto subendo gravi perdite.

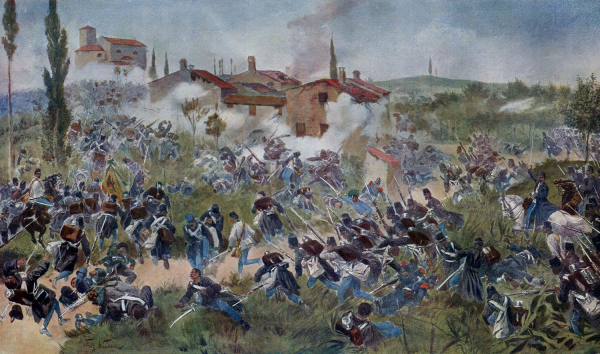
La ricostruzione dell'attacco finale austriaco a Custoza.

Intorno alle 11, alla sinistra dello schieramento italiano, il generale Pianell della 2ª Divisione, che aveva avuto l'ordine di rimanere in osservazione di Peschiera, accortosi della situazione critica del resto del 1º Corpo, prese l'iniziativa e con la Brigata “Aosta” attaccò le forze austriache che cercavano di aggirare Monte Vento da nord e raggiungere Valeggio per avvolgere gli italiani. L'intervento di Pianell fu risolutivo: gli austriaci si arrestarono e ripiegarono a nord su Salionze. Intorno a Monzambano, inoltre, reparti della Brigata “Siena” della stessa 2ª Divisione intrappolarono e catturarono circa 600 soldati nemici.
Durando, nel frattempo, era stato ferito ad una mano e lascerà a Pianell il comando del 1º Corpo verso le 14. Intanto a Santa Lucia la 5ª Divisione (Sirtori) contrattaccava e ripassava il Tione, e alle 11,30 le alture di Custoza venivano riprese dalla 9ª Divisione (Govone) del 3º Corpo e dai resti della 3ª Divisione (Brignone). Il generale Govone chiese invano rinforzi al suo comandante Della Rocca che disponeva di 2 divisioni in pianura (7ª e 16ª), ma che aveva anche ricevuto l'ordine di La Marmora di «tener saldamente Villafranca». Alle 14,30 la 5ª Divisione veniva di nuovo attaccata da forze soverchianti del 5º Corpo austriaco che alle 15 conquistarono Santa Lucia e poi Monte Vento. L'arciduca Alberto, preparò allora l'attacco finale contro Custoza dove resisteva la 9ª Divisione di Govone. Costui alle 16 ne avvertì Della Rocca che rispose di volersi mettere in contatto con La Marmora. Alla stessa ora venne sferrato l'attacco risolutivo da parte del 7º Corpo e parte del 9°: 15000 austriaci avanzarono contro 8 o 9000 italiani, che, a causa della disorganizzazione, erano digiuni dal giorno prima. Cadde dapprima il Monte Croce, quindi il cerchio iniziò a chiudersi su Govone, che rimase ferito. Alle 17,00 Custoza era perduta, ma i difensori continuarono a combattere fin quasi alle 19,00.
Govone riuscì a ritirarsi e portare la sua divisione a Valeggio, dove giunse a mezzanotte. Le altre 3 divisioni del 3º Corpo italiano ripiegarono su Goito protette dalla 7ª Divisione (Bixio) che dopo le 18 respinse vari attacchi di cavalleria e solo alle 21,30 abbandonò Villafranca. Gli austriaci, spossati, con gravi perdite, non inseguirono il nemico. L'arciduca Alberto, nel suo rapporto sulla battaglia scrisse:
(Alberto d'Asburgo-Teschen, Dal rapporto ufficiale della battaglia di Custoza del 24 giugno 1866)
Quanto alle perdite, gli italiani contarono 714 morti e 2576 feriti; gli austriaci 1170 morti e 3984 feriti. Ma i dispersi e i prigionieri italiani furono 4101, mentre quelli austriaci furono 2802.

## La ritirata italiana dietro l'Oglio e il Panaro

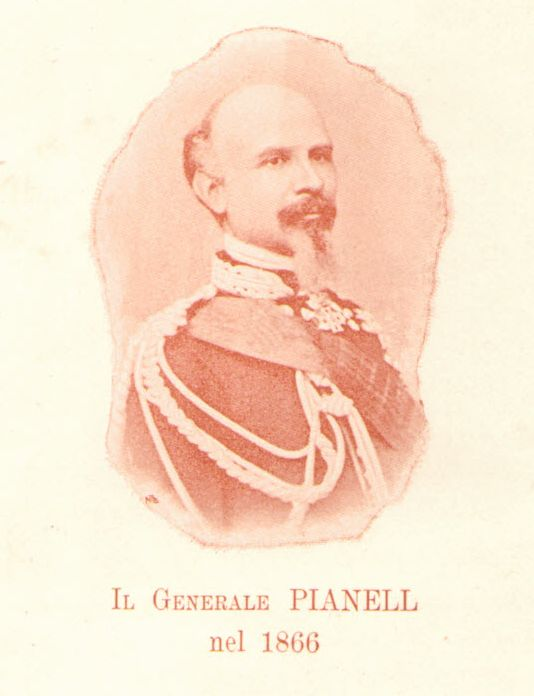
Durante la battaglia di Custoza la 2ª Divisione di Pianell sventò l'aggiramento delle posizioni italiane e catturò 600 austriaci.

La sconfitta di Custoza non fu di per sé grave, lo divenne per gli avvenimenti successivi. Il capo di stato maggiore La Marmora ritenne il 1º Corpo e una parte del 3° non più in grado di ricostituirsi, paventando l'ipotesi di una manovra aggirante degli austriaci da nord oltre il Mincio. Di conseguenza fece saltare tutti i ponti sul fiume e ordinò per la sua armata un ripiegamento fino al basso Oglio. Vittorio Emanuele II, intanto, nel pomeriggio del 24 giugno, mentre ancora a Custoza si combatteva, aveva telegrafato al comandante delle forze sul Po, Cialdini, di passare immediatamente all'azione avanzando, ma questi gli rispose che l'avrebbe fatto l'indomani, secondo i piani prestabiliti.
Il 25 giugno Cialdini, ancora indeciso, ricevette nel pomeriggio il telegramma di La Marmora: «Austriaci gittatisi con tutte le forze contro corpi Durando e La Rocca li hanno rovesciati. Non sembra finora inseguano. Stia quindi all'erta. Stato armata deplorevole, incapace agire per qualche tempo, 5 divisioni essendo disordinate». A questo punto Cialdini rinunciò definitivamente a passare il Po, iniziando a sua volta la ritirata della sua armata sulla sponda sinistra del fiume Panaro. Il 26 mattina, La Marmora chiese a Cialdini di non abbandonare le sue posizioni ricevendone un rifiuto. Il capo di stato maggiore diede allora le dimissioni che sia il Re che il governo respinsero. Dopo un incontro fra i due generali, avvenuto il 29 giugno, finalmente Cialdini decise essere venuto il momento di passare il Po, non prima, tuttavia, di aver espugnato la testa di ponte austriaca di Borgoforte (sul fiume, 10 km a sud di Mantova). Il 5 luglio iniziò l'assedio della fortezza che, contrariamente alle previsioni, si protrasse fino al 18 luglio.

## Le prime azioni di Giuseppe Garibaldi
All'inizio delle ostilità, dei 10 reggimenti previsti di volontari, Garibaldi non ne aveva disponibili che 4. Tuttavia aveva occupato le posizioni di Monte Suello (comune di Bagolino) e Ponte Caffaro, al limite del confine bresciano con il Tirolo (oggi le Giudicarie del Trentino occidentale), allo scopo di penetrare maggiormente in territorio asburgico. Dopo aver respinto anche un attacco austriaco nella Battaglia di Ponte Caffaro, il 25 giugno sera, però, Garibaldi ricevette da La Marmora un telegramma con l'annuncio che l'esercito ripiegava e che gli si ordinava di abbandonare le posizioni per proteggere Brescia e le altre città che si fossero trovate in pericolo.
Ricevuti alla fine del mese altri 3 reggimenti, Garibaldi, pur continuando a coprire Brescia, il 2 luglio 1866 si mosse e, il 3 luglio, nella battaglia di Monte Suello riconquistò le posizioni abbandonate. Le perdite fra i suoi uomini furono gravi e rimase ferito egli stesso. Il giorno dopo invece, il 4 luglio, nella battaglia di Vezza d'Oglio i garibaldini ebbero uno scontro nel quale furono sconfitti; e solo il 5, dal lato del Trentino, si iniziarono le operazioni vere e proprie. Le azioni cominciarono però nel territorio montuoso delle Giudicarie e Garibaldi non poté, almeno in un primo tempo, ottenere successi clamorosi.

## Gli equilibri navali

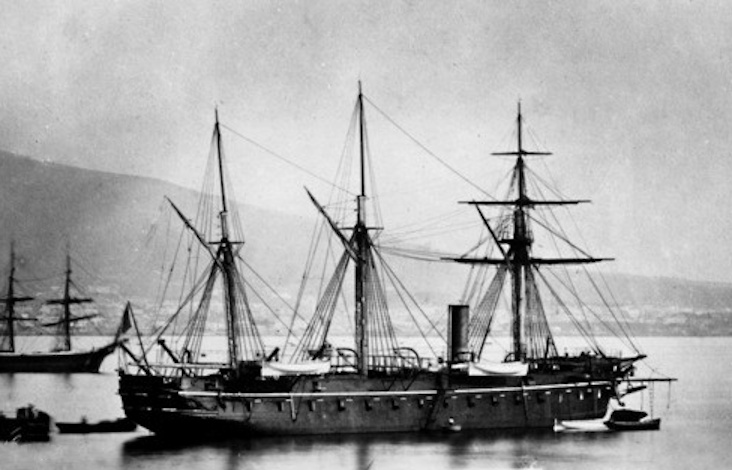
La fregata corazzata Principe di Carignano era l'unica nave italiana moderna ad essere stata costruita nei cantieri nazionali.

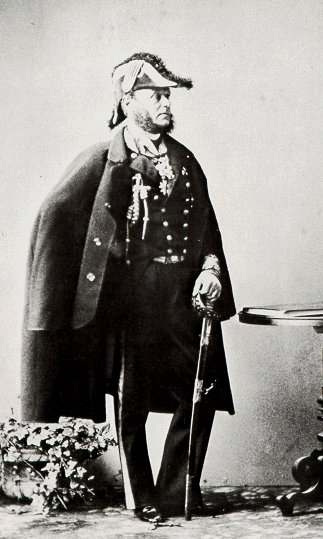
Il comandante della flotta italiana, l'ammiraglio Carlo Pellion di Persano.

Tra varie difficoltà dovute alla impreparazione delle strutture, alla carenza di equipaggi addestrati e di armamenti, aveva avuto luogo anche la mobilitazione della flotta italiana. Data l'arretratezza dell'industria cantieristica italiana, le navi più moderne erano state ordinate in vari cantieri europei e statunitensi, tranne la fregata corazzata Principe di Carignano, e quasi tutte tranne la classe Regina Maria Pia risultavano poco adatte ad essere impiegate come unità di squadra.
Il 3 maggio 1866 il generale Diego Angioletti, ministro della Marina, aveva comunicato al contrammiraglio Giovanni Vacca, comandante la Squadra d'evoluzione con base a Taranto, che il governo aveva decretato di costituire un'Armata d'operazioni al cui comando era destinato l'ammiraglio Carlo Pellion di Persano. L'Armata sarebbe stata articolata su tre squadre, ovvero una squadra da battaglia composta da fregate corazzate, al comando di Persano; una squadra sussidiaria composta da fregate e corvette ad elica, e una squadra d'assedio di legni corazzati minori. Il viceammiraglio Giovan Battista Albini e il contrammiraglio Vacca sarebbero stati agli ordini di Persano.
Dopo la sua nomina, Persano era giunto ad Ancona il 16 maggio 1866 e si era presto reso conto della situazione di impreparazione della flotta: dal 18 al 23 e poi il 30 maggio aveva informato Angioletti dell'impossibilità di approntare la flotta in tempi brevi. Poi, non avendo ottenuto nulla, aveva cercato, dopo aver considerato l'eventualità di dimettersi, di preparare la flotta nei limiti del possibile compiendo alcune manovre di squadra.
L'8 giugno l'ammiraglio ricevette le prime disposizioni per l'imminente apertura delle ostilità. Esse ordinavano di neutralizzare la flotta austriaca, stabilire ad Ancona la base operativa, e non attaccare Trieste e Venezia. Non era chiaro però chi avrebbe dovuto impartire ordini a Persano, se il generale Alfonso La Marmora, capo di stato maggiore generale, ma interessato alle sole operazioni di terra, oppure il ministro della Marina Angioletti.
La flotta austriaca era per contro più piccola, ma con navi costruite tutte da cantieri nazionali e con uniformità di materiali, secondo esperienze acquisite in combattimento, visto che una squadra austriaca aveva partecipato nel 1864 alla seconda guerra dello Schleswig, nella quale le forze navali della Confederazione austro-tedesca, in sostanza la marina austriaca, avevano sconfitto le navi danesi impedendo il blocco navale dei porti tedeschi. L'addestramento degli equipaggi era uniforme, assicurato dalla Scuola Navale di Venezia, mentre l'unico dipartimento marittimo ed arsenale, a Pola, si appoggiava per l'addestramento alla vicina baia di Lussino, ed i comandanti erano ben amalgamati.
Comandava la flotta austriaca Wilhelm von Tegetthoff. Costui aveva guidato le navi nel 1864 contro i danesi rivelando elevata capacità decisionale, ed era, a differenza di Persano, confortato dalla fiducia dei suoi ufficiali e dei suoi marinai.

## Le prime operazioni navali in Adriatico

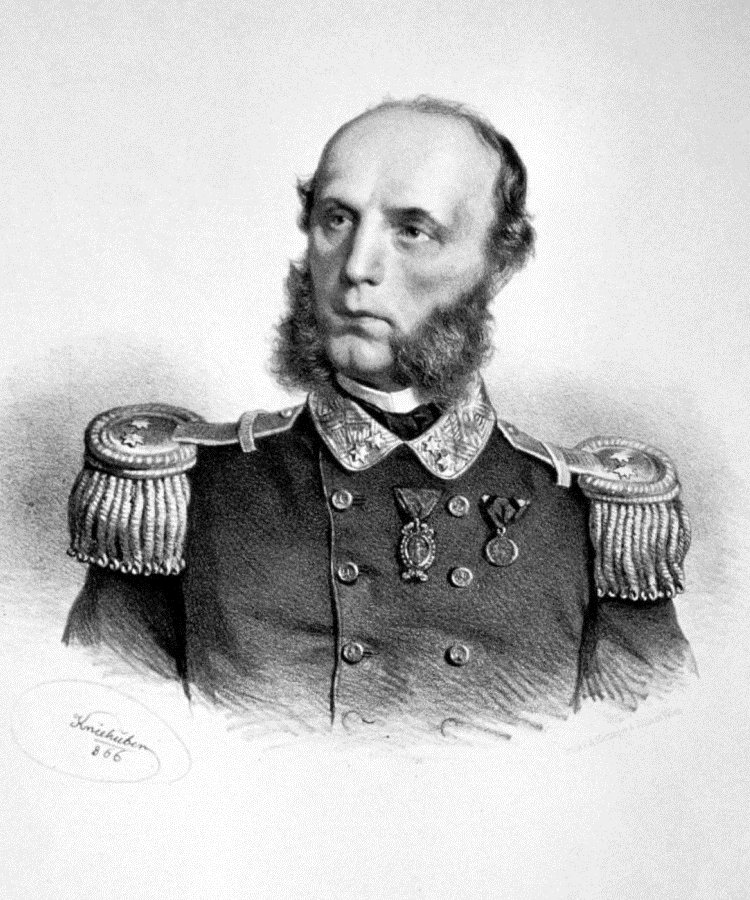
Il comandante della flotta austriaca Wilhelm von Tegetthoff.

Il 20 giugno 1866, giorno della dichiarazione di guerra all'Austria, con l'insediamento del secondo governo Ricasoli, Angioletti fu sostituito nel ruolo di ministro della Marina da Agostino Depretis, che ordinò a Persano di spostarsi con la flotta, concentrata principalmente nel porto di Taranto, ad Ancona. Lo stesso 20 giugno La Marmora si limitò ad invitare l'ammiraglio ad entrare nell'Adriatico.
La flotta italiana lasciò Taranto nella mattinata del 21 giugno, fu raggiunta da Formidabile e Terribile (che le vennero incontro da Ancona per rafforzare la squadra) nelle acque di Manfredonia e giunse ad Ancona nel pomeriggio del 25 giugno. La navigazione di trasferimento avvenne ad una velocità di soli 5 nodi, per non sforzare troppo le macchine (ma ciò non eliminò del tutto le avarie).
Dato che il porto di Ancona non era in grado di ricoverare che poche unità, parte della flotta dovette ormeggiarsi a boe nella rada, procedendo poi alle operazioni di rifornimento di carbone che furono ostacolate da incendi sulla Re d'Italia e sulla Re di Portogallo. Venne inoltre stabilito che molte unità minori avrebbero ceduto parte della propria artiglieria alle unità corazzate, in modo da dotare queste ultime del maggior numero possibile di moderni cannoni a canna rigata da 160 mm.

### La “sfida di Ancona”
Trasferitasi la flotta italiana ad Ancona, all'alba del 27 giugno 1866, l'avviso a ruote Esploratore individuò una squadra austriaca in avvicinamento. Persano riuscì a racimolare 9 unità corazzate da mandare in avanscoperta, il cui potenziale, per un motivo o per l'altro, era ridotto ad un terzo. Verso le 6,30, il comandante austriaco Tegetthoff si rese conto della presenza di numerose navi nemiche, delle quali ignorava l'efficienza. La Kaiserin Elisabeth, in testa alla squadra austriaca, si trovò alla portata di tiro della Regina Maria Pia che, per ordine di Persano, non aprì il fuoco.
Allontanatasi la squadra austriaca, si tenne sulla Principe di Carignano un consiglio al quale parteciparono Persano, d'Amico, Vacca e altri due ufficiali. Si decise che, considerato lo stato delle navi, sarebbe stato meglio non inseguire il nemico, rientrare ad Ancona e riprendere il mare una volta che la squadra fosse stata rimessa in efficienza.
Persano istituì allora un capillare servizio di sorveglianza e contemporaneamente proseguì i tentativi di portare la flotta ad un livello di efficienza accettabile. Con questa impostazione concordò il ministro della Marina Depretis che con una lettera del 4 luglio, esortando ad una «vigile difensiva», ribadì il pensiero del presidente del Consiglio Ricasoli di «non impegnare la flotta che colla sicurezza della vittoria».

## La vittoria prussiana di Sadowa e le sue conseguenze

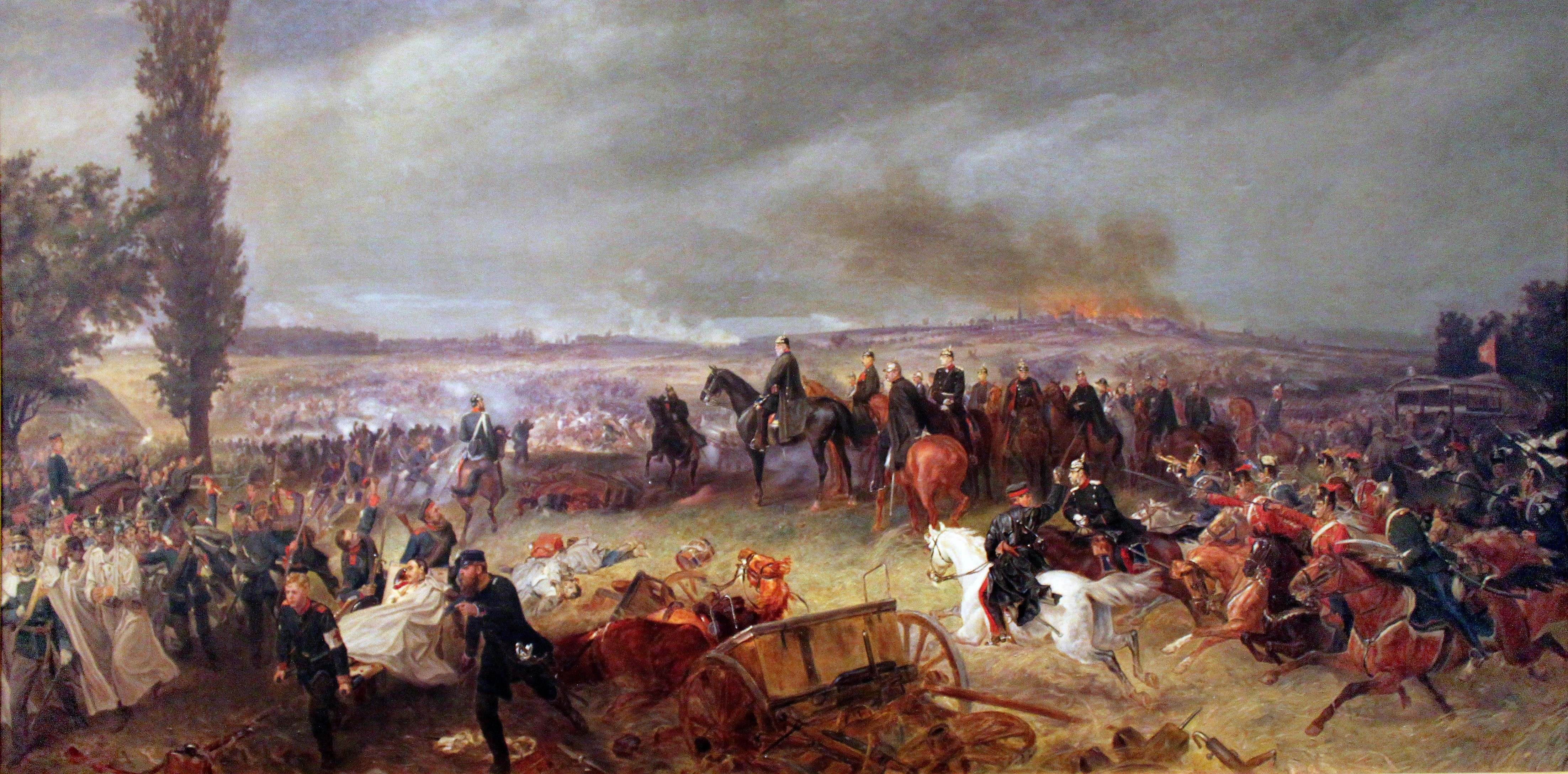
La vittoria dell'alleata dell'Italia, la Prussia, contro l'Austria nella battaglia di Sadowa determinò un'accelerazione delle trattative di pace e la necessità per l'Italia di recuperare rapidamente il prestigio perso a Custoza.

Intanto, nel più ampio contesto della guerra austro-prussiana, dopo aver eliminato le forze di molta parte degli Stati minori alleati dell'Austria, l'esercito prussiano con 3 armate invadeva la Boemia, ottenendo il 3 luglio 1866 una clamorosa vittoria nella battaglia di Sadowa. Il giorno dopo l'Austria chiese la mediazione di Napoleone III offrendogli il Veneto, a patto che l'Italia si ritirasse dalla guerra.
Napoleone III accettò la richiesta austriaca e il 5 luglio Vittorio Emanuele II ricevette il telegramma dell'Imperatore francese che gli annunciava la cessione del Veneto per mettere fine al conflitto. Il capo di stato maggiore Alfonso La Marmora considerò umiliante la proposta di ricevere Venezia come dono dalla Francia e nello stesso tempo prospettò il pericolo per l'Italia di essere accusata di tradimento per aver abbandonato la Prussia. Anche il presidente del Consiglio Ricasoli era contrario a riconoscere la cessione dall'Austria alla Francia del Veneto, cosa che avrebbe tolto all'esercito italiano il diritto di conquistarlo.
La Prussia, al contrario, pur continuando le operazioni accettò di trattare, anche perché erano in arrivo rinforzi austriaci dall'Italia: l'arciduca Alberto, aveva infatti avuto l'ordine di far partire uno dei tre corpi alla volta del fronte prussiano. Spronato da La Marmora con un telegramma del 6 luglio, Cialdini nella notte passò il Po entrando l'11 a Rovigo sgombra degli austriaci rimasti, che ebbero l'ordine di abbandonare il Veneto e attestarsi al confine con la madrepatria. Mutata la situazione internazionale con la battaglia di Sadowa e la proposta austro-francese, occorreva ora all'Italia una vittoria per recuperare velocemente il prestigio perso a Custoza. L'ammiraglio Persano ricevette il 6 luglio un incitamento del ministro Depretis ad agire: «Tenersi più che mai all'idea di combattere e di ricercare la flotta austriaca e di attaccarla». Ma l'ammiraglio Persano tergiversava, in attesa dell'”ariete corazzato” Affondatore in arrivo dai cantieri britannici.
Il 12 luglio il primo ministro prussiano Bismarck si lamentò della debole condotta bellica dell'Italia con i francesi e lo stesso giorno Ricasoli telegrafò al ministro degli Esteri Emilio Visconti Venosta, al Re e a Cialdini facendo presente che bisognava che l'esercito e la flotta agissero e che occorreva occupare Trento e Trieste. Il 13 si ebbe un importante colloquio a Polesella fra Ricasoli e Cialdini, al quale fece seguito un consiglio di guerra.

### Il consiglio di guerra italiano di Ferrara
Il consiglio di guerra si riunì il 14 luglio 1866 a Ferrara. Fu presieduto da Vittorio Emanuele II, presenti il presidente del Consiglio Ricasoli, il ministro degli Esteri Visconti Venosta, il ministro della Guerra Pettinengo, il ministro della Marina Depretis, il capo di stato maggiore La Marmora e il generale Cialdini. Il consiglio ratificò quanto stabilito alla riunione di Polesella:
- Cialdini avrebbe guidato autonomamente un'armata di 14 divisioni con l'incarico di procedere a marce forzate verso l'Isonzo e, nel caso, verso Vienna;
- La Marmora con 6 divisioni avrebbe mantenuto il blocco delle fortezze del Quadrilatero operando l'assedio di Verona, avrebbe anche inviato una divisione in Valsugana per appoggiare Garibaldi nella conquista del Trentino (Tirolo meridionale);
- Garibaldi, conquistato il Trentino, avrebbe dovuto portarsi a Trieste per muovere di là e sollevare contro gli austriaci la Croazia e l'Ungheria;
- Persano sarebbe stato avvisato che se entro 8 giorni non avesse attaccato la flotta austriaca, sarebbe stato destituito[68].

## L'avanzata italiana in Veneto e Trentino

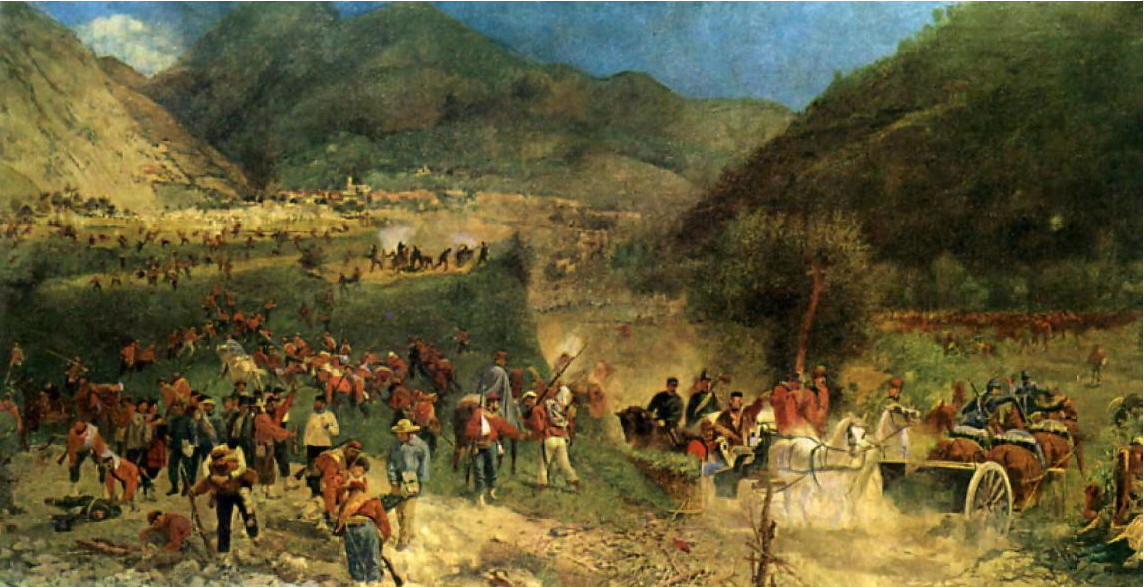
Giuseppe Garibaldi (in basso, ferito in carrozza) riordina le sue truppe per l'offensiva finale nella battaglia di Bezzecca.

Durante l'assedio di Borgoforte Cialdini avanzò rapidamente in Veneto non trovando più ostacoli davanti a sé. L'11 luglio fu occupata Rovigo, il 14 luglio Padova e il 15 luglio, da un'avanguardia, Vicenza. Anche Garibaldi cominciò ad avanzare lungo l'alta valle del fiume Chiese, verso Lardaro, in Trentino, respingendo il 14 luglio 1866 una controffensiva austriaca nella battaglia di Condino. Nonostante fosse ferito, e non avesse più con sé i collaboratori di una volta (confluiti nell'esercito regolare), Garibaldi tra il 16 e il 19 vinse l'Assedio del Forte d'Ampola che gli consentì di conquistare una forte posizione austriaca. Cialdini, intanto, visto l'ostruzionismo di La Marmora al riguardo, inviava da Bassano verso Trento una divisione comandata dall'ex garibaldino Giacomo Medici, nonché 3 divisioni verso Trieste al comando di Raffaele Cadorna. Ma in Adriatico, il 20 luglio, la flotta italiana veniva sconfitta da quella austriaca a Lissa, mentre gli uomini di Garibaldi avanzavano verso Riva del Garda incontrando e battendo gli austriaci del generale Kuhn nella battaglia di Bezzecca il 21 luglio.
Medici, il 22 luglio occupò combattendo Primolano, il 23 arrivò a Borgo Valsugana e dopo una vittoriosa battaglia si spinse il 24 fino a Levico, per giungere poi il 27 presso Civezzano, a ridosso di Trento. Kuhn, in grave difficoltà, scrisse che non gli era più possibile resistere ai due avversari (Garibaldi e Medici) e che intendeva ritirarsi. Garibaldi, dal canto suo, continuava ad avanzare oltre Lardaro e Riva del Garda, mentre Cialdini proseguiva su Treviso e Ponte di Piave preceduto da Cadorna, fino a Palmanova, oltre la quale un'avanguardia italiana si scontrò con un'avanguardia austriaca, battendola, il 24 luglio. 
Il 26 luglio nella battaglia di Versa, le forze italiane di bersaglieri e cavalleria sconfissero gli austriaci a guardia dell'attraversamento del fiume Torre e raggiunsero l'attuale Romans d'Isonzo entrando vittoriosamente a Versa, in provincia di Gorizia. Ciò segnò la massima avanzata italiana in Friuli.
Tuttavia, con la cessazione delle ostilità austro-prussiane, gli austriaci sembravano pronti a inviare rinforzi in Italia. Allo stesso modo, il Principato del Liechtenstein, alleato meridionale dell'Austria, aveva inviato un'unità di ottanta uomini nella regione a ovest del Passo dello Stelvio, che non ebbe nessun contatto con il nemico e ritornò a casa senza perdite dopo sei settimane. Il 9 agosto Garibaldi ricevette l'ordine dal Comando Supremo dell'Esercito di evacuare il Trentino. La sua risposta, divenuta famosa, fu semplicemente "Obbedisco".
Furono queste le ultime operazioni belliche perché il governo italiano accettava intanto la proposta austriaca di armistizio.

## La battaglia navale di Lissa

### L'approccio della flotta italiana all'isola
La flotta italiana entrò in guerra nel momento in cui la fusione degli elementi piemontesi e napoletani dell'ex Regno delle Due Sicilie non era ancora compiuta. Sussisteva, quindi, un'incertezza nelle dottrine di guerra, uno scarso spirito di corpo e la sfiducia verso il comandante in capo, l'ammiraglio Persano.
Il 14 luglio 1866 giunse a quest'ultimo dal governo italiano l'intimazione di agire, pena la destituzione. L'ammiraglio decise allora, contro il proprio parere, di agire contro l'isola austriaca fortificata di Lissa, così come consigliatogli dal governo. Ciò avrebbe costretto la flotta austriaca comandata da Tegetthoff ad uscire dalla base di Pola ed esporsi in battaglia. Ma il coordinamento dell'azione italiana mancò del tutto: invece che di notte, la flotta arrivò in vista dell'isola la mattina del 18 luglio e il cavo marittimo telegrafico con Pola fu tagliato dopo che gli austriaci avevano dato l'allarme. La squadra italiana dell'ammiraglio Vacca dopo pochi colpi d'artiglieria interruppe il bombardamento sul porto isolano di Comica e, senza autorizzazione, si unì a quella dell'ammiraglio Albini davanti a Porto Manego. Qui l'Albini, constatato che le sue artiglierie non potevano colpire le batterie nemiche troppo elevate, desistette dall'agire. Le due squadre si congiunsero, quindi, a quella comandata direttamente da Persano davanti a Porto San Giorgio. Il comandante della flotta decise che non era ancora venuto il momento di sbarcare le truppe e redarguì i due ammiragli per la condotta tenuta. Anche il giorno dopo trascorse senza avvenimenti bellici importanti.

### Lo scontro fra Persano e Tegetthoff

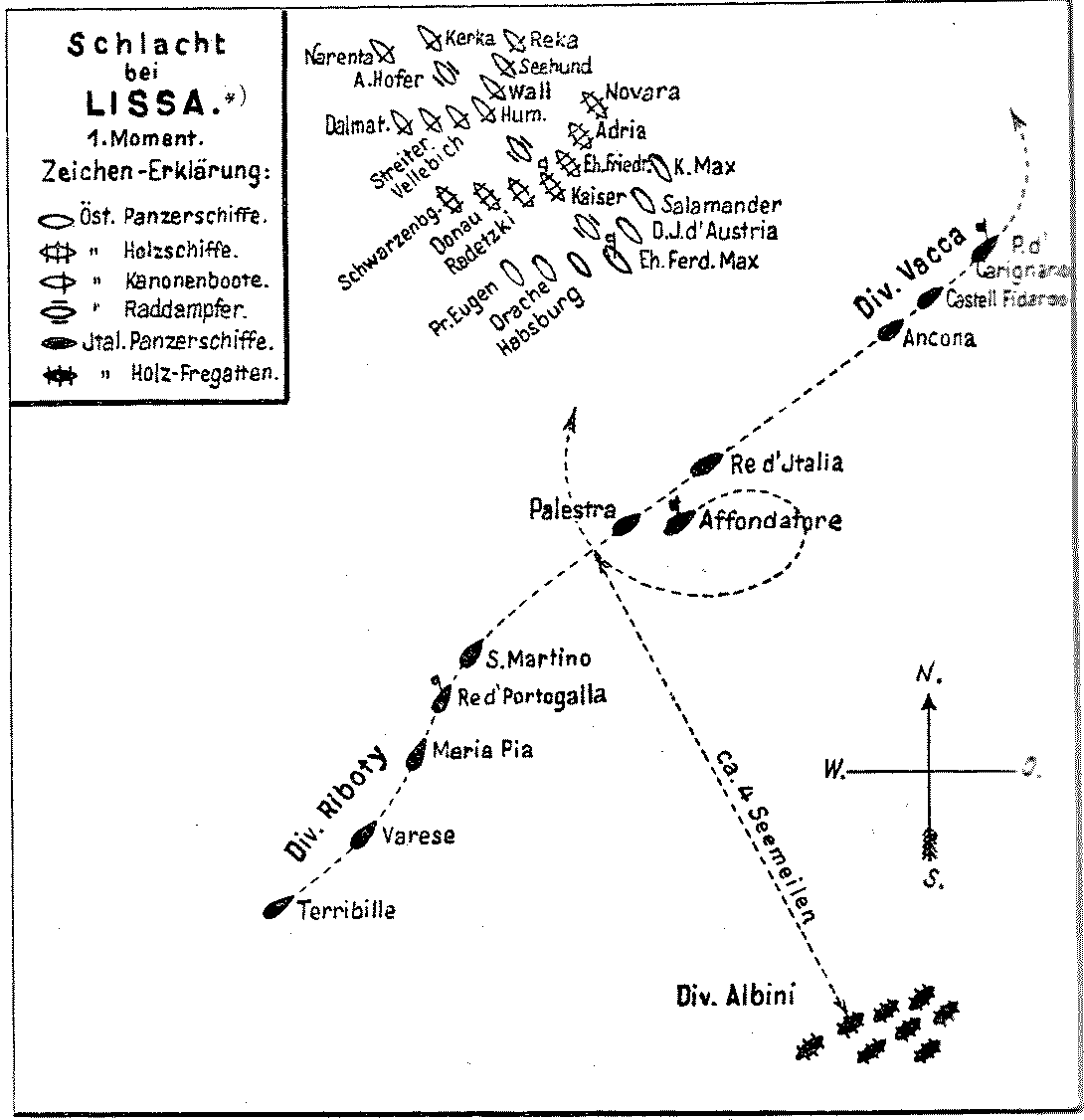
Una carta austriaca del 1914 sulla situazione iniziale delle due flotte nella battaglia di Lissa. Alcuni nomi di navi italiane sono riportati in modo errato.

L'episodio principale della battaglia di Lissa: l'affondamento della Re d'Italia dopo lo speronamento subito dalla Erzherzog Ferdinand Max.

Nonostante l'obiettivo principale italiano fosse quello di spingere la flotta austriaca alla battaglia, più che conquistare Lissa, l'ammiraglio Persano aveva lasciato le sue navi intorno all'isola; cosicché, quando fu segnalata al mattino del 20 luglio la flotta nemica, faticò non poco a riunirle con il mare in burrasca. Ordinò tuttavia che le sue navi corazzate si ponessero in fila presentando la prua al nemico avanzante; e alle navi di legno di Albini ordinò di formare a distanza una seconda linea. L'ammiraglio austriaco Tegetthoff procedeva invece con le navi disposte a cuneo: avanti le 7 unità corazzate, dietro, da un lato, le navi protette e dall'altro le navi minori. Le unità italiane si stavano ancora ordinando, quando Persano fece fermare l'ammiraglia Re d'Italia per passare con il suo stato maggiore sulla più moderna Affondatore. Ordinò inoltre alle navi di passare dalla linea di fronte al nemico, alla linea di fianco, in modo da colpire le unità austriache con le batterie della fiancata sinistra. Ciò portò confusione e accrebbe la distanza fra le navi.
Alle 11 la flotta austriaca, compatta e ben poco danneggiata dalle bordate italiane, penetrava dentro la prima linea nemica. Di fatto, contro la flotta austriaca riunita si trovarono a combattere solo le navi al centro della prima linea italiana: la Re d'Italia, colpita al timone, rimase immobilizzata e fu speronata e affondata dalla nave ammiraglia austriaca Erzherzog Ferdinand Max; la cannoniera corazzata Palestro, attaccata isolatamente da 2 unità corazzate e da una fregata nemiche, sfuggì 5 volte al tentativo di speronamento, ma alla fine un grave incendio provocato dai proiettili nemici raggiunse le munizioni portando all'affondamento della nave con il suo comandante Alfredo Cappellini. La Re di Portogallo riuscì a danneggiare il vascello a due ponti Kaiser che non poté essere speronato dall’Affondatore il cui timoniere ricevette ordini contraddittori. Persano allora tentò di richiamare la seconda squadra dell'ammiraglio Albini, che si teneva fuori tiro, ma inutilmente.
Verso le 12,00, l'ammiraglio Tegetthoff, si allontanò verso l'isola di Lesina soddisfatto del risultato conseguito. Persano tentò di inseguirlo e di riprendere la battaglia, senza riuscirci. A guerra terminata, il 15 aprile 1867, l'ammiraglio Persano dopo un lungo processo, scagionato dalle accuse di alto tradimento e viltà di fronte al nemico, fu ritenuto colpevole dei reati di negligenza, imperizia e disubbidienza, per i quali venne condannato alle dimissioni forzate, alla perdita dei gradi e alle spese di giudizio. Successivamente la corte dei conti lo priverà anche della pensione.

## La mediazione francese e la pace

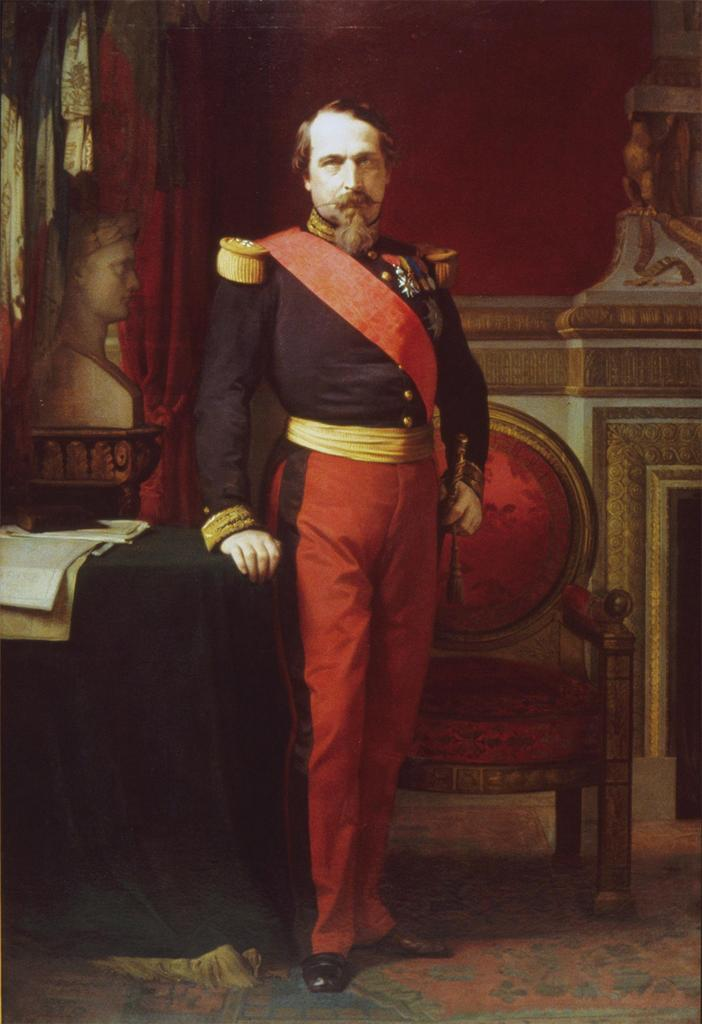
Austria e Prussia accettarono la proposta di Napoleone III di cessione del solo Veneto all'Italia, che si trovò così isolata sulla questione del Tirolo

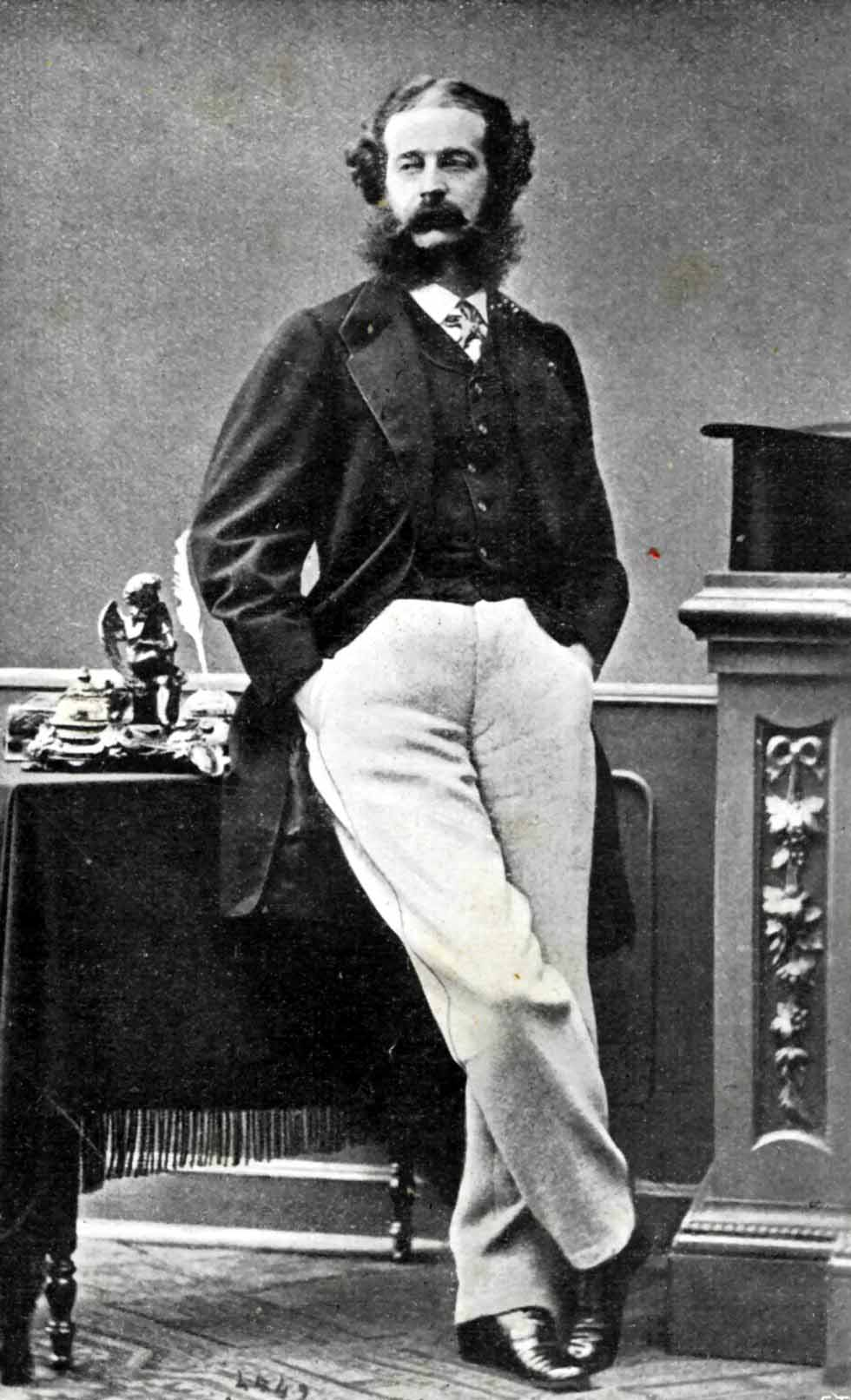
Il ministro degli Esteri italiano Emilio Visconti Venosta

Nel frattempo, dopo la battaglia di Sadowa, Bismarck aveva acconsentito sia ad una mediazione francese che all'armistizio con l'Austria. Egli pose però alcune condizioni: riforma della Confederazione germanica con l'esclusione dell'Austria dagli affari tedeschi e controllo prussiano dei territori tedeschi a nord del fiume Meno. Da parte sua, il governo Ricasoli subordinò la tregua alla consegna della fortezza di Verona a mo' di pegno, alla cessione del Veneto direttamente dall'Austria (senza il passaggio alla Francia) e al riconoscimento della frontiera naturale (cioè alla cessione anche di Trento e Bolzano). Bismarck si disse d'accordo.
Napoleone III, dopo aver esaminato le proposte prussiane, formulò una contro-proposta che sottopose alla Prussia e all'Austria: essa corrispondeva approssimativamente alle richieste di Bismarck. In più proponeva la facoltà per gli stati tedeschi a sud del Meno di creare una loro confederazione e l'integrità dell'Impero austriaco, tolto il Veneto. Il piano francese fu accettato da Vienna e da Berlino e il 21 luglio si giunse ad una tregua di 5 giorni a partire dal mezzogiorno del 22 luglio. Visconti Venosta, avvisato dalla Francia della tregua, cercò di guadagnare qualche giorno nella speranza di una vittoria militare, ma il 22 giunse la notizia della sconfitta di Lissa, rendendo la tregua inevitabile anche per l'Italia, che vi aderì il giorno dopo, con decorrenza dalla mattina del 25.
Il ministro degli Esteri Visconti Venosta diede tuttavia istruzioni all'ambasciatore a Berlino Giulio De Barral (1815-1880) che, per quanto concerneva l'imminente armistizio, doveva insistere e porre le seguenti condizioni: cessione del Veneto senza alcuna condizione e frontiera lungo la linea Trento-Bolzano. Sul primo punto Bismarck si dichiarò d'accordo, mentre riguardo al Tirolo, che comprendeva il Trentino, oppose un netto rifiuto. Egli sostenne che aveva accettato il piano di Napoleone III che garantiva l'integrità dell'Impero austriaco. Oltre la Prussia e la Francia, anche la Gran Bretagna si dimostrò scettica sul diritto accampato dagli italiani su quel territorio. Visconti Venosta rinviò allora ogni decisione sull'armistizio, nella speranza che una vittoria militare gli desse maggiore capacità di contrattazione. Tuttavia il tempo era limitato, poiché il 26 luglio Austria e Prussia siglarono l'armistizio ed i preliminari di pace. Il 29, quindi, per non rimanere a combattere da sola contro l'Austria, l'Italia aderì formalmente all'armistizio, ma senza firmarlo.

### L'armistizio di Cormons

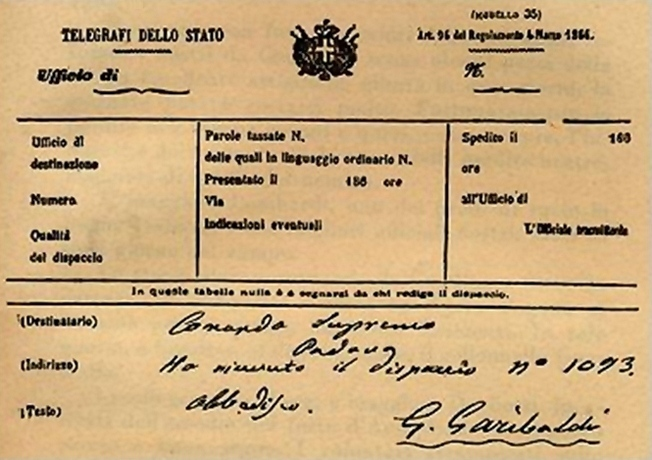
La minuta del telegramma con cui Garibaldi rispose all'ordine di lasciare il Tirolo: «Obbedisco»

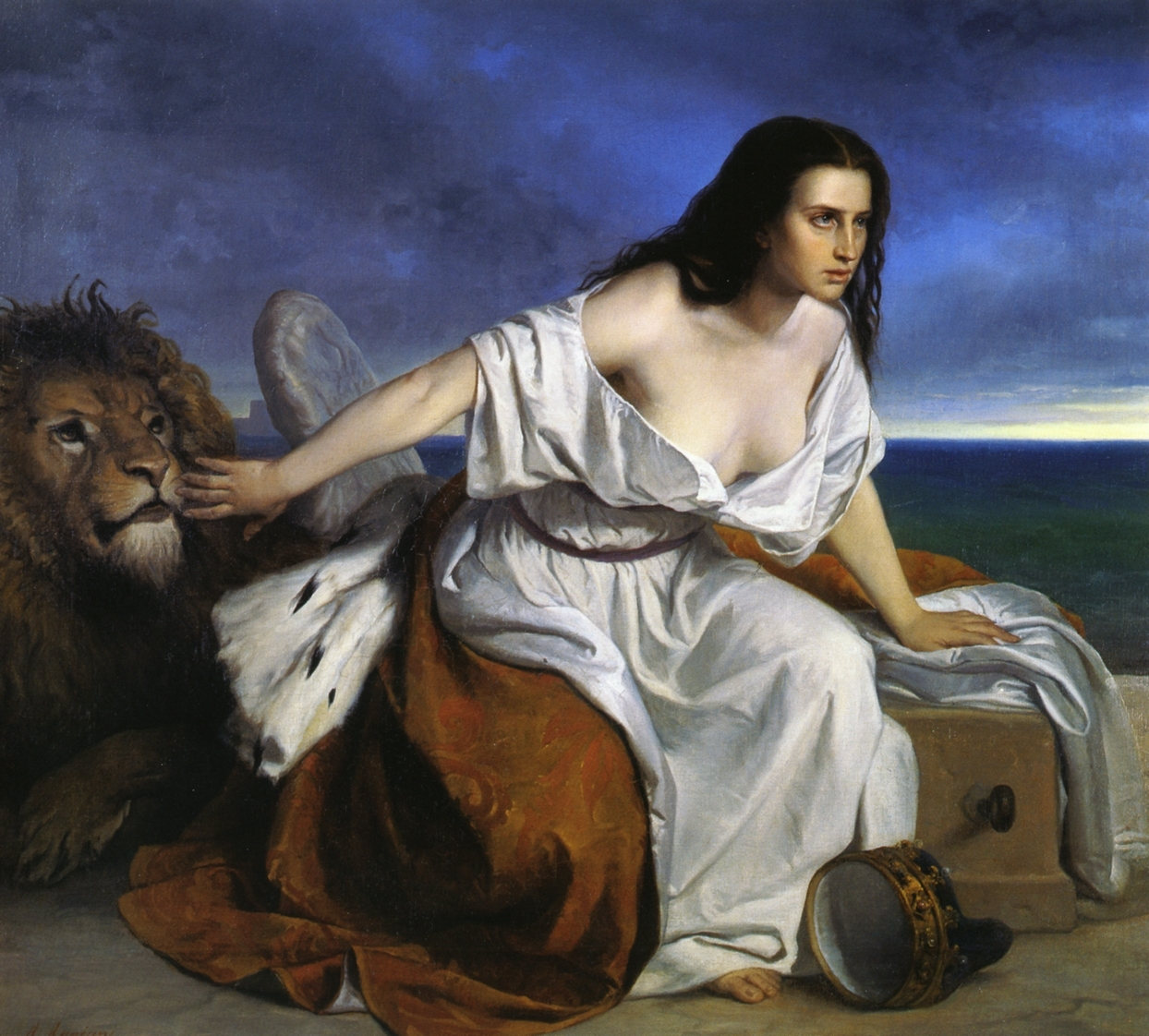
Allegoria risorgimentale di Venezia che spera di unirsi all'Italia

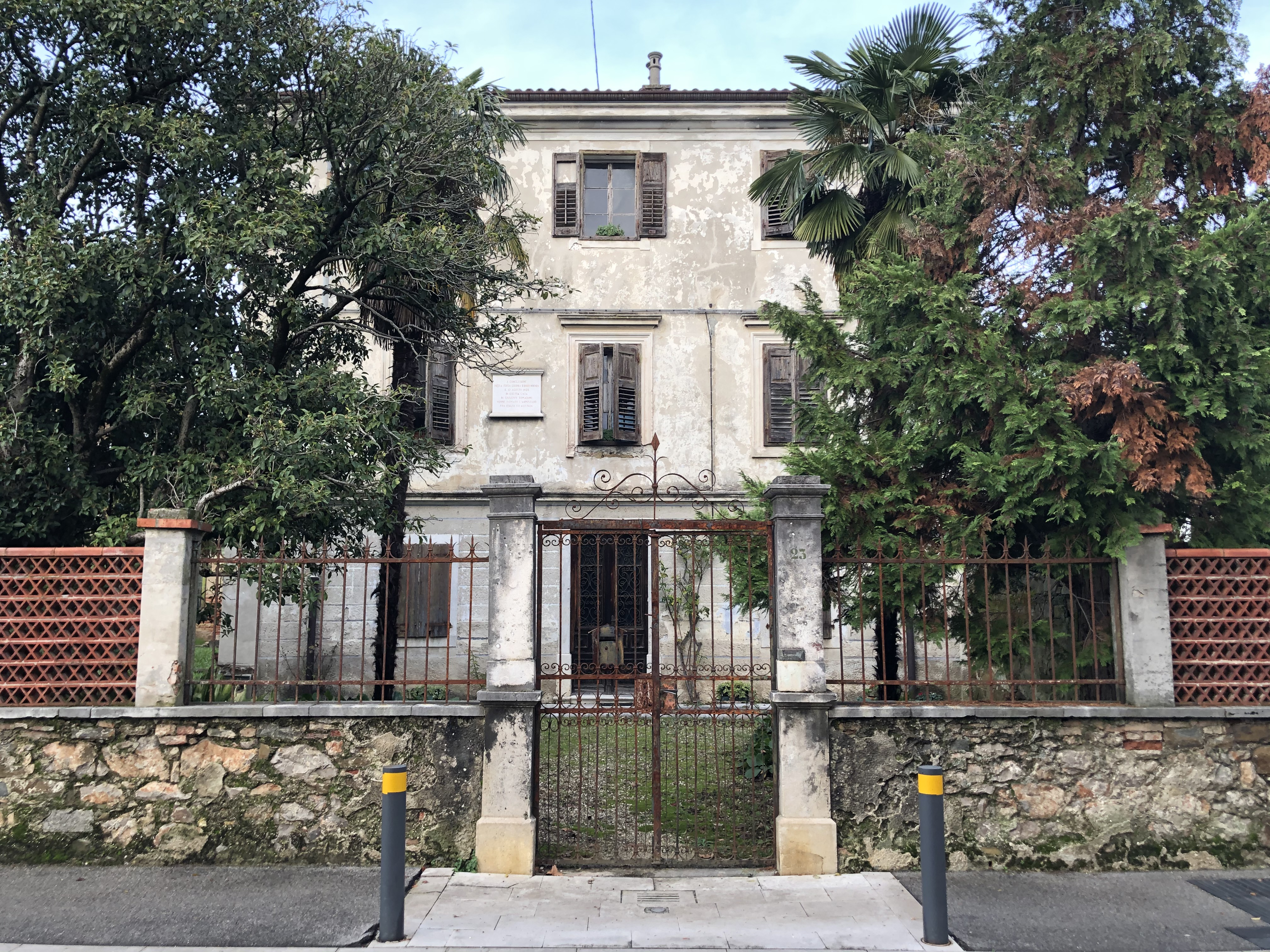
Villa Tomadoni a Cormons, luogo della firma dell'armistizio

Di questa situazione si giovarono gli austriaci, che posero al governo italiano come condizione per la firma dell'armistizio l'evacuazione delle zone del Trentino occupate dalle sue truppe. Perciò il 6 agosto 1866 Vittorio Emanuele II telegrafò al presidente del Consiglio Ricasoli che, nella impossibilità di riprendere (da soli) la guerra, bisognava disimpegnarsi dal Tirolo. Ricasoli rispose che ritirarsi avrebbe prodotto un effetto doloroso sull'opinione pubblica. Contemporaneamente i rappresentanti italiani a Berlino e Parigi cercarono in tutti i modi, ma senza successo, di spingere quei governi a persuadere l'Austria ad accettare l'armistizio sulla base dell’uti possidetis, cioè sulla base di quanto l'Italia aveva conquistato militarmente. Il 9 agosto, constatato l'isolamento in cui l'aveva posto l'iniziativa austriaca, il governo italiano disponeva il ritiro delle truppe dal Trentino.
Lo stesso 9 agosto, alle 6, il generale La Marmora telegrafava a Garibaldi:
(Alfonso La Marmora, Telegramma a Giuseppe Garibaldi del 9 agosto 1866.)
La risposta di Garibaldi da Bezzecca di poche ore dopo (10,15) fu essenziale:
(Giuseppe Garibaldi, Telegramma ad Alfonso La Marmora del 9 agosto 1866.)
Dopo lo sgombero del Trentino si giunse alle trattative per l'armistizio. Superate alcune ultime difficoltà, esso fu stipulato il giorno 11 agosto 1866 e firmato il giorno dopo a Cormons dal generale Petitti per l'Italia e dal generale Karl Möring per l'Austria. L'armistizio, della durata di 4 settimane, venne accettato da ambo le parti alle seguenti condizioni da trattare in un secondo momento: riunione del Veneto all'Italia, plebiscito delle popolazioni, riserva di trattare nei negoziati di pace la questione dei confini.

### Il Veneto all'Italia e la pace di Vienna

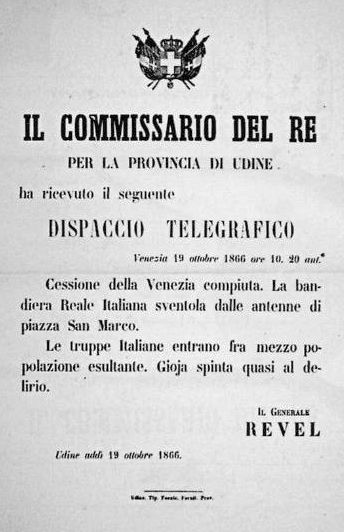
Telegramma inviato dal generale Thaon di Revel a Udine

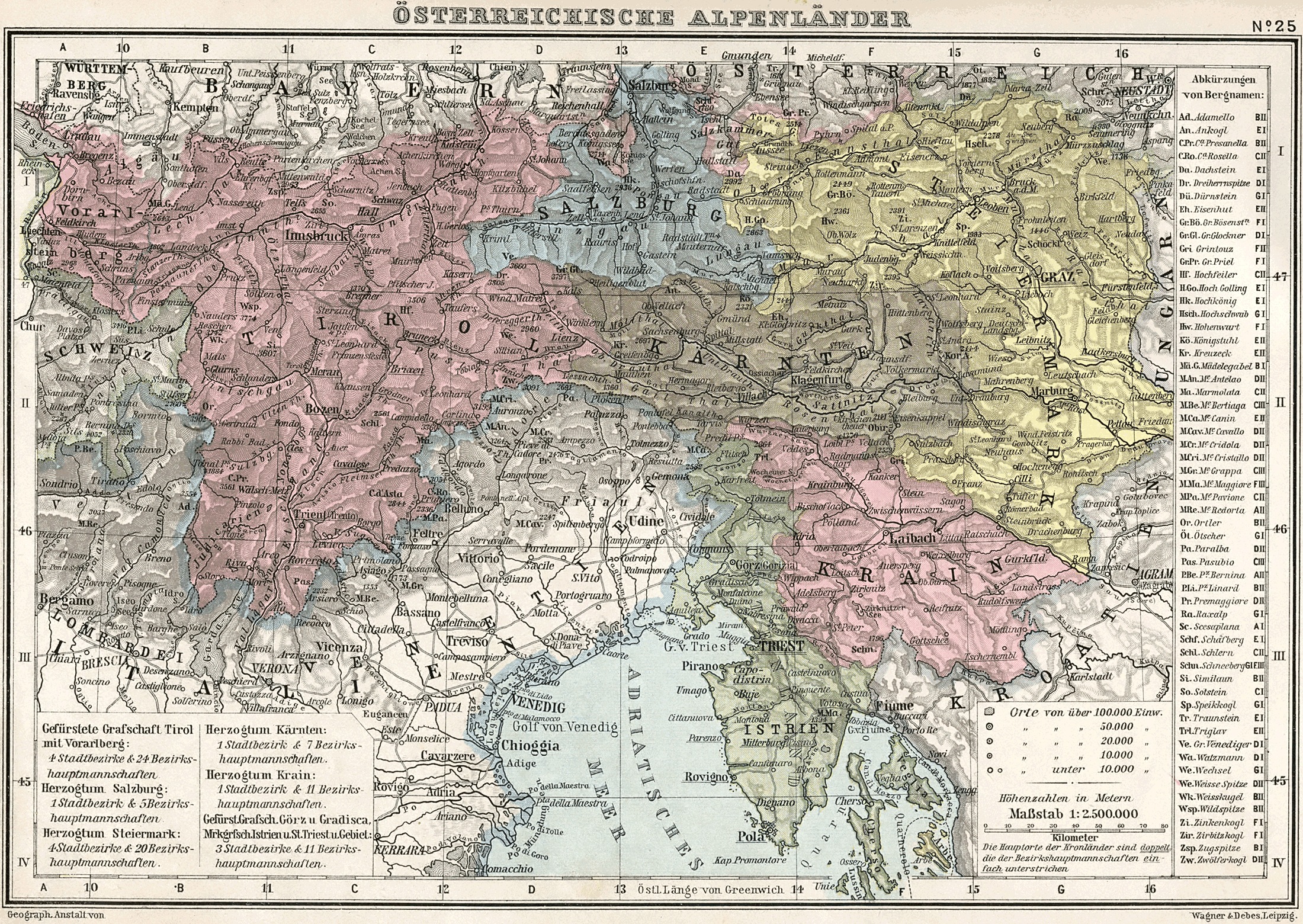
Le province alpine dell'Austria dopo la terza guerra di indipendenza. Si noti il Tirol, sul quale l'Italia non riuscì ad ottenere una rettifica dei confini.

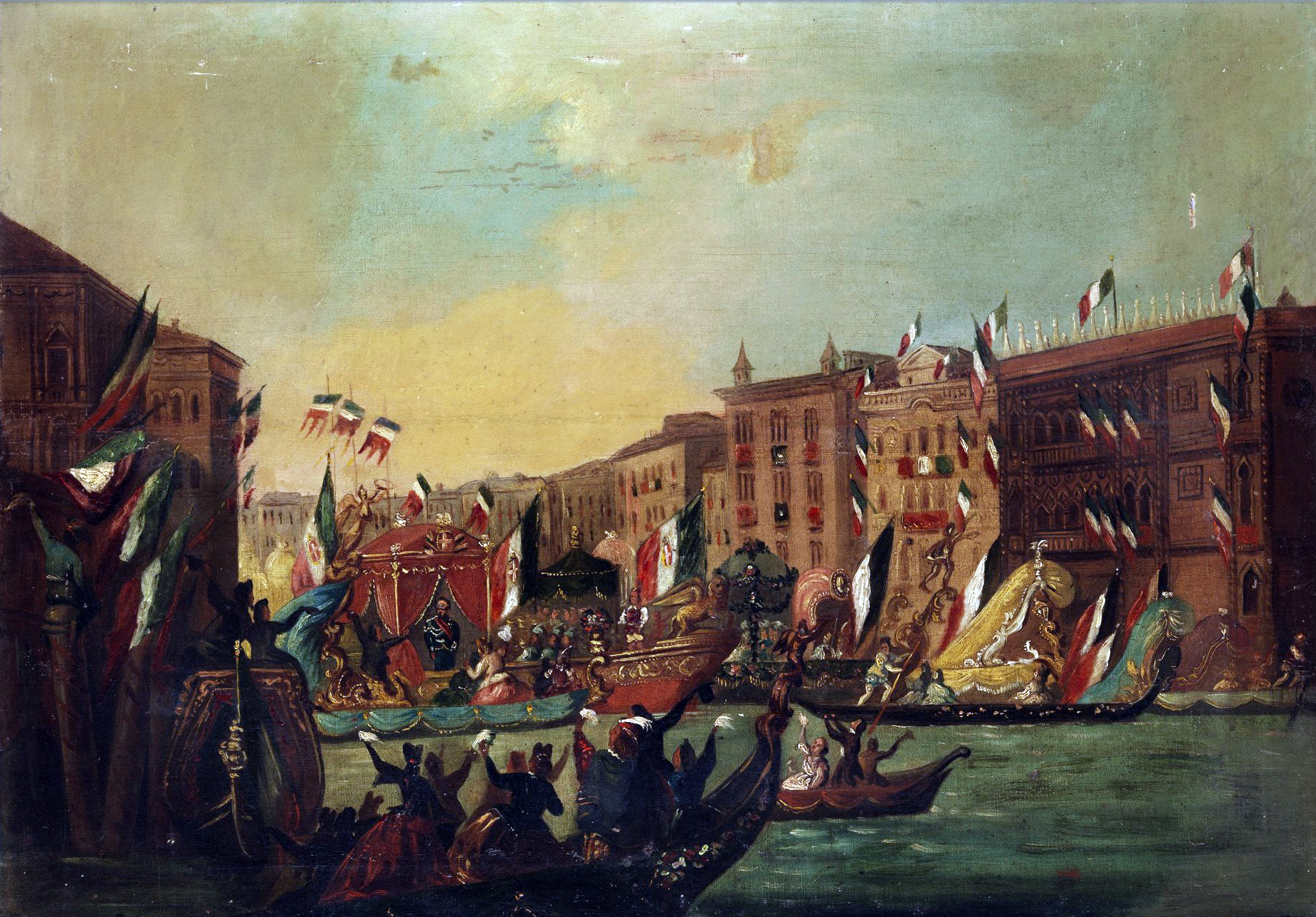
L'entrata di Vittorio Emanuele II a Venezia, avvenuta il 7 novembre 1866, in un quadro dell'epoca

Napoleone III si apprestava intanto a negoziare con l'Austria una convenzione per la cessione del Veneto alla Francia, che si preannunciava a dir poco imbarazzante per l'Italia. Offensiva appariva soprattutto la proposta di trasmettere la sovranità dei territori veneti a dei commissari francesi. L'ambasciatore italiano a Parigi Costantino Nigra e il generale Luigi Menabrea, nominato plenipotenziario per la pace con l'Austria, insistettero con il ministro degli Esteri francese Drouyn de Lhuys affinché nella convenzione franco-austriaca non fossero nominati tali commissari, ma il ministro francese, molto vicino a Vienna, non ne volle sapere di cancellare la clausola.
La convenzione franco-austriaca per la cessione del Veneto a Napoleone III fu siglata il 24 agosto 1866. Essa prevedeva che la cessione fosse fatta da un commissario austriaco nelle mani di un suo omologo francese. Questi in seguito si sarebbe accordato con le autorità italiane per trasmettere a loro i diritti di possesso. Successivamente la popolazione del Veneto sarebbe stata chiamata ad esprimersi tramite un plebiscito per confermare il passaggio all'Italia della loro regione. Il presidente del Consiglio Ricasoli si espresse contro tutto ciò: ritenne ingiuriosa la presenza di un commissario francese nel Veneto e un atto ridicolo il plebiscito. Ma Napoleone III teneva molto alla cessione del Veneto nelle sue mani, il solo vantaggio che aveva tratto da questa lunga mediazione effettuata allo scopo di recuperare la sua calante popolarità.
A Vienna, intanto, Menabrea, superate le ultime resistenze di Ricasoli, riprese le trattative con l'Austria e il 3 ottobre 1866 annunciò al ministro Visconti Venosta che il trattato di pace era stato firmato. Esso comprendeva un preambolo, 24 articoli, 3 protocolli e alcune note annesse. Il preambolo sanciva l'unione del Veneto al Regno d'Italia, secondo gli accordi presi fra quest'ultimo, la Francia e l'Austria, e riconosceva che la volontà delle popolazioni venete, espressa con il plebiscito, fornisse il titolo giuridico del loro congiungimento all'Italia. Quanto ai confini, Menabrea si trovò contro il partito militare austriaco capitanato dall'arciduca Alberto, ciò che gli impedì di ottenere frontiere diverse da quelle fissate nel 1815 tra Austria e Lombardo-Veneto. La rinuncia a quest'ultimo possedimento da parte dell'Austria e la consegna della Corona ferrea all'Italia, simbolo della sovranità sulla penisola, furono oggetto di altrettante note allegate al trattato di pace.
La cessione del Veneto dalla Francia all'Italia del 19 ottobre 1866 avvenne in una stanza dell'hotel Europa sul Canal Grande, dove il generale Le Bœuf (plenipotenziario francese e garante dello svolgimento della consultazione) firmò la cessione del Veneto all'Italia. La Gazzetta di Venezia il giorno successivo ne diede notizia in pochissime righe: «Questa mattina in una camera dell'albergo Europa si è fatta la cessione del Veneto».
Nel plebiscito (a suffragio universale maschile), svoltosi il 21 e 22 ottobre, la maggioranza dei votanti si espresse a favore dell'annessione e con l'ingresso a Venezia, il 7 novembre, di Vittorio Emanuele II, si concluse anche la fase politica della terza guerra di indipendenza.

### Sul conflitto in generale e sulla parte terrestre
- Sandro Bortolotti, La guerra del 1866, Milano, Istituto per gli studi di politica internazionale, 1941, OCLC 431780342.
- Luigi Chiala, Ancora un po' più di luce sugli eventi politici e militari dell'anno 1866, Firenze, Barbera, 1902, SBN RAV0248983.
- Alfredo Comandini, L'Italia nei cento anni del secolo XIX, Vol. IV (dal 1861 al 1870), 5 voll, Milano, Vallardi, 1929, OCLC 2899668.
- Marco Gioannini e Giulio Massobrio, Custoza 1866, Milano, Rizzoli, 2003, ISBN 88-17-99507-X.
- Vittorio Giglio, Il Risorgimento nelle sue fasi di guerra, Vol. II, Milano, Vallardi, 1948, OCLC 18371846, SBN RAV0242154.
- Giancarlo Giordano, Cilindri e feluche. La politica estera dell'Italia dopo l'Unità, Roma, Aracne, 2008, ISBN 978-88-548-1733-3.
- Piero Pieri, Storia militare del Risorgimento: guerre e insurrezioni, Torino, Einaudi, 1962, OCLC 250245544, SBN URB0876562.
- Marco Scardigli, Le grandi battaglie del Risorgimento, Milano, Rizzoli, 2011, ISBN 978-88-17-04611-4.
- Ugo Zaniboni Ferino, Bezzecca 1866. La campagna garibaldina dall'Adda al Garda, Trento, 1966, SBN SBL0552988.
- Hubert Heyriès, Italia 1866. Storia di una guerra perduta e vinta, Il Mulino, 2016.

### Sulla guerra nell'Adriatico
- Aldo Antonicelli, I cannoni di Lissa, in Storia Militare, n. 223, aprile 2012,  pp. 26-36.
- (EN) Jack Greene, Alessandro Massignani, Ironclads at War: The Origin and Development of the Armored Warship, 1854-1891, Da Capo Press, 1998, ISBN 0-938289-58-6 (archiviato dall'url originale il 21 aprile 2015).
- Ermanno Martino, Lissa 1866: perché? (1ª parte), in Storia Militare, n. 214, luglio 2011.
- Ermanno Martino, Lissa 1866: perché? (2ª parte), in Storia Militare, n. 215, agosto 2011.
- Martino Sacchi, Navi e cannoni: la Marina italiana da Lissa a oggi, Firenze, Giunti, 2000, ISBN 88-09-01576-2.
- Giacomo Scotti, Lissa 1866. La grande battaglia per l'Adriatico, Trieste, LINT Editoriale, 2004, ISBN 88-8190-211-7.